# Словарь терминов биотехнологии
Биотехноло́гия — это научная дисциплина, изучающая свойства и возможности использования живых организмов, их систем или продуктов их жизнедеятельности для решения технологических задач, а также возможности создания живых организмов с необходимыми свойствами методом генной инженерии.
В современном мире некогда раздельные области естественнонаучных исследований объединяются и в сумме своей дают новые дисциплины. Так, развитие молекулярной биологии, структурной биологии, цитологии, генетики, биохимии, синтетической биологии, нанотехнологии, генной инженерии, микробиологии и пр. привело к появлению биотехнологии.
С помощью данной статьи Вы сможете ознакомиться с терминологией этих областей знания в рамках их причудливого синтеза — от законов Менделя до физики белка.
| Термины генетики в алфавитном порядке нажмите на название раздела для возврата к оглавлению |
| A B C D E F G H I J K L M N O P Q R S T U V W X Y Z                                         |
| А Б В Г Д З И К Л М Н О П Р С Т У Ф Х Ц Ч Ш Э                                               |

## A
1. A-ДНК — один из вариантов конформации ДНК.
2. А-белок (A-protein) — видоспецифический преципитирующий белок, содержащийся в клеточной стенке золотистого стафилококка (Staphylococcus aureus), который связывается с Fc-областью иммуноглобулинов; используется для получения комплексов «антиген-антитело» при иммунодиагностике и в биосенсорах.
3. Anti-CRISPR — система белков, благодаря которой бактериофаги (как бактерий, так и архей) противостоят разрушительному действию систем CRISPR/Cas. Системы анти-CRISPR описаны у многих бактериофагов. Белки этих систем в большинстве случаев мешают процессу узнавания мишени и работе белков Cas. Системы анти-CRISPR могут иметь биотехнологическое значение, поскольку могут применяться для тонкой регуляции редактирования генома с помощью технологии CRISPR/Cas9.
4. ARMS (англ. amplification-refractory mutation system) — амплификационная система для идентификации мутаций. Генетические тесты, использующие аллелеспецифичную ПЦР.
5. ARS — автономно реплицируемая последовательность ДНК, необходимая для индукции репликации.
6. ASO — аллелеспецифичные олигонуклеотиды, используемые в некоторых методах блоттинга.
7. AZF локус[1] — это участок Y-хромосомы, на котором располагаются так называемые факторы азооспермии (AZF — AZoospermia Factors). Это особые участки, которые названы так, потому что если какой-то из них отсутствует из-за мутации, то развивается азооспермия (отсутствие сперматозоидов) или олигозооспермия (малое количество сперматозоидов). Всего обнаружено три таких фактора AZFa, AZFb и AZFc. В норме наличие всех трех является минимальным необходимым условием нормального формирования сперматозоидов. Если в геноме отсутствует один из AZFa и AZFb или оба, то нарушается созревание сперматозоидов и, как следствие, полностью отсутствует репродуктивная функция. При отсутствии локуса AZFc нарушения могут быть не столь сильными, поэтому деторождение остается возможным в некоторых случаях.

## B
1. B-ДНК — Уотсон-Криковская конформация ДНК.

## C
1. СААТ-бокс (англ. СAAT box, иногда CCAAT box, CAT box, CT box) — регуляторная последовательность ДНК, расположенная в 5'-области эукариотического гена. С этой последовательностью связываются факторы транскрипции. Высоконсервативная последовательность нуклеотидов ДНК состава GGNCAATCT (N — любой нуклеотид), находящаяся за 75—80 н. п. перед сайтом начала транскрипции. СААТ-бокс имеется в большинстве генов эукариот, но отсутствует у прокариот. Часто, наряду с ТАТА-боксом, CAAT-бокс входит в состав промотора.
2. CEPH-семьи — база данных по генотипом трёхпоколенных семей (Центр по изучению полиморфизма у человека, Париж), созданная Дж. Доссе в 1986.
3. Cos-участок — рестрикционный сайт, обеспечивающий расщепление ДНК и упаковку в частицу фага лямбда.
4. CpG-островок — фрагмент генома млекопитающих длиной 1-2 тпн, в котором много неметилированных дуплетов CpG, обычно находится на 5'-конце гена.
5. C-окрашивание — метод дифференциального окрашивания центромер метафазных хромосом. Применяется для анализа центромерных районов хромосом, содержащих конститутивный гетерохроматин и вариабельной дистальной части Y-хромосомы.

## D
1. D-петля — последовательность ДНК, формирующиеся после раскрытия двойной спирали ДНК, например в митохондриальной ДНК или ДНК теломеры.

## E
1. Е-бокс (Enhancer Box) — ДНК-последовательность, найденная в некоторых промоторных областях у эукариот, которые действует в качестве связывающего сайта белка и, как было установлено, регулируют экспрессию генов в нейронах, мышцах и других тканях.

## F
1. FISH (Fluorescent In Situ Hybridization)— цитогенетический метод, который применяют для детекции и определения положения специфической последовательности ДНК на метафазных хромосомах или в интерфазных ядрах in situ. Кроме того, FISH используют для выявления специфических мРНК в образце ткани.

## G
1. G-белки — связывающие гуаниновый нуклеотид белки, принимающие участие в передаче сигнала.
2. G-окрашивание модифицированное окрашивание по Романовскому-Гимзе — метод окрашивания метафазных хромосом, используемый для их идентификации.. Чувствительность выше, чем у Q-окрашивания, поэтому используется как стандартный метод цитогенетического анализа. Применяется при выявлении небольших аберраций и маркерных хромосом (сегментированных иначе, чем нормальные гомологичные хромосомы).
3. G0-фаза — период клеточного цикла, в течение которого клетки находятся в состоянии покоя и не делятся.
4. G1-фаза — пресинтетический период, первая из четырёх фаз клеточного цикла эукариотических клеток.
5. G2-фаза — постсинтетический период клеточного цикла.
6. GI (Genomic island, геномный остров) — часть генома, имеющая доказательства горизонтального происхождения.

## H
1. Hfr-клетка — бактерия, содержащая последовательности ДНК, которые обеспечивают высокую частоту переноса ДНК при конъюгации.
2. HMG-белки — группа белков, обладающих высокой подвижностью при электрофорезе в полиакриламидном геле. Ядерные белки, которые по-разному взаимодействуют с ДНК.
3. Hox-гены — кластеры генов, содержащих гомеобоксные последовательность. Играют важную роль в эмбриональном развитии.

## I
1. IRES (англ. Internal Ribosome Entry Site — участок внутренней посадки рибосомы) — регуляторный участок мРНК эукариот и их вирусов, который обеспечивает кэп-независимую, или внутреннюю инициацию трансляции. При таком механизме инициации рибосома связывается с мРНК непосредственно в районе IRES, которые чаще всего располагаются в 5'-нетранслируемой области (5'-НТО) недалеко от сайта инициации трансляции, минуя стадии узнавания кэпа и сканирования.
2. In silico — компьютерное моделирование, например, биологического эксперимента.
3. In situ — на месте. Например, Флуоресцентная гибридизация in situ.
4. In vitro — технология выполнения экспериментов, когда опыты проводятся вне живого организма или в лабораторных условиях.
5. In vivo — на живом организме.

## L
1. LINE — длинные диспергирование ядерные повторы в ДНК.
2. LTR — длинные концевые повторы. Повторяющиеся последовательности ДНК длиной до 600 п. о., которые фланкируют кодирующие области ретровирусной ДНК и вирусных транспозонов.

## M
1. MHC — главный комплекс гистосовместимости, основная система гистосовместимости, в состав которой входят гены антигенов системы HLA 1, 2 и 3 классов.

## O
1. OMIM — медицинская база данных, в которой собирается информация об известных заболеваниях с генетическим компонентом и генах, ответственных за их развитие. Эта база данных предоставляет библиографию для будущих исследований, инструментарий для геномного анализа зарегистрированного гена и используется в медицинской литературе, чтобы обеспечить единый индекс для генетических заболеваний.

## P
1. PCR — полимеразная цепная реакция.
2. Polycomb (англ. Polycomb-group proteins, PcG) — это семейство белков, которые способны ремоделировать хроматин. Эти белки-регуляторы были впервые описаны у дрозофил, где они подавляют гомеозисные гены, контролирующие индивидуальные отличия сегментов развивающегося эмбриона

## Q
1. Q-окрашивание по Касперссону— окрашивание акрихин-ипритом с исследованием под флуоресцентным микроскопом. Чаще всего применяется для исследования Y-хромосом (быстрое определения генетического пола, выявление транслокаций между X- и Y-хромосомами или между Y-хромосомой и аутосомами, скрининг мозаицизма с участием Y-хромосом).

## R
1. RAPD (Random amplification of polymorphic DNA) — случайно амплифицируемая полиморфная ДНК.
2. Rho-фактор — белок, обеспечивающий терминацию транскрипции у E. coli.
3. Rho-независимая терминация транскрипции (или же внутренняя т-я. тр-ии.) — это механизм остановки у прокариот транскрипции гена за счет образования структуры типа шпилька.
4. R-окрашивание — используется акридиновый оранжевый и подобные красители, при этом окрашиваются участки хромосом, нечувствительные к G-окрашиванию. Используется для выявления деталей гомологичных G- или Q-негативных участков сестринских хроматид или гомологичных хромосом.

## S
1. S-фаза — синтетический период клеточного цикла, в который происходит репликация ДНК. Стадия интерфазы, расположенная между G1- и G2-фазами.
2. SKY (spectral karyotype) — цитогенетический метод молекулярной гибридизации (как кариотипирование и FISH-тест), который используют для окраски разных пар хромосом различными цветами[2].
3. SINE — короткие диспергирование ядерные повторы ДНК.
4. SNP- single nucleotide polymorphisms (снипы, однонуклеотидные полиморфизмы, ОНП)— отличия последовательности ДНК размером в один нуклеотид (A, T, G или C) в геноме (или в другой сравниваемой последовательности) представителей одного вида или между гомологичными участками гомологичных хромосом. Применяется в качестве генетических ма́ркеров для изучения неравновесного сцепления локусов и полногеномного поиска ассоциаций (GWAS).
5. SSCP (Одноцепочечный конформационный полиморфизм) — или полиморфизм одноцепочечной цепи, определяется как конформационное различие одноцепочечных нуклеотидных последовательностей одинаковой длины, вызванное различиями последовательностей в определенных экспериментальных условиях. Это свойство позволяет различать последовательности с помощью гель- электрофореза, который разделяет фрагменты в соответствии с их различными конформациями.
6. STS — ДНК-маркирующий сайт. Короткий сегмент ДНК с известной последовательностью.
7. SUMO — убиквитиноподобный белок, связывающийся с другими белками, тем самым изменяя их функцию.

## T
1. T-окрашивание — применяют для анализа теломерных районов хромосом.

## Y
1. Y-STR — короткий тандемный повтор (STR) на Y-хромосоме. Y-STR часто используются в криминалистике, отцовстве и генеалогическом тестировании ДНК.

## Z
1. Z-ДНК — левозакрученная конформация ДНК.

## А
1. Аберрация хромосомная (или хромосомная аномалия) — обобщённое название любого из типов хромосомных мутаций: делеций, транслокаций, инверсий, дупликаций. Иногда также обозначают и геномные мутации (анеуплоидии, трисомии и т. д.).
2. Абзимы (англ. abzyme, antibody enzyme) — каталитически активные антитела. В широком смысле термином «абзимы» обычно называют моноклональные каталитически активные антитела, обладающие свойствами ферментов — то есть катализирующие определённые химические реакции.
3. Автокаталитический набор — это совокупность объектов, каждый из которых может быть создан каталитически другими объектами этого набора, так, что в целом набор способен катализировать собственное производство. Таким образом набор как целое может быть назван автокаталитическим.
4. Авторадиография — метод обнаружения радиоактивного вещества в клетках или тканях, позволяющий изучать распределение в клетке снабжённого радиоактивной меткой вещества наложением на объект чувствительной к радиоактивному излучению фотоплёнки или фотоэмульсии.
5. Активный центр фермента — особая часть молекулы фермента, определяющая её специфичность и каталитическую активность.
6. Акроцентрическая хромосома — хромосомы, центромера который лежит близко к одному из концов и делит хромосому на длинное и очень короткое плечи.
7. Аллель — одна из двух или более альтернативных форм гена, каждая из которых характеризуется уникальной последовательностью нуклеотидов; аллели, как правило, отличаются последовательностями нуклеотидов.
  - Аллель дикого типа (нормальный) — нуклеотидная последовательность гена, обеспечивающая его нормальную работу.
  - Аллель доминантный — аллель, наличие которого проявляется в фенотипе.
  - Аллель мутантный — мутация, приводящая к изменению последовательности аллеля дикого типа.
  - Аллель рецессивный — аллель, фенотипически проявляющийся только в гомозиготном состоянии и маскирующийся в присутствии доминантного аллеля.
8. Аллельное исключение — экспрессия только одного аллеля.
9. Аллельные серии — моногенные наследственные заболевания, вызванные различными мутациями в одном и том же гене, но относящиеся к разным нозологическим группам по своим клиническим проявлениям.
10. Аллозиготный локус — генный локус, Алик которого имеют независимое происхождение.
11. Аллостерическая регуляция (или аллостерический контроль) — это регуляция фермента путем связывания эффекторной молекулы в сайте, отличном от активного сайта фермента.
12. Альтернативный сплайсинг — образование нескольких мРНК из одного транскрипта.
13. Амбер-кодон (или янтарный кодон) — стоп-кодон UAG (игра слов, флия открывшего его учёного, Бернштейна, по-немецки значит «янтарь»).
14. Амилоид —
15. Амилоидный пептид бета (Аβ) — общее название для нескольких пептидов, состоящих из примерно 40 аминокислотных остатков и образующихся из трансмембранного белка — предшественника бета-амилоида.
16. Амилоидогенез — процесс образования амилоида из прионов, синуклеина, амилоидных белков, тау-белка или др.
17. Амилоидоз (амилоидная дистрофия) — нарушение белкового обмена, сопровождающееся образованием и отложением в тканях специфического белково-полисахаридного комплекса — амилоида.
18. Амилоидоз финского типа — редкая форма амилоидоза, ассоциированная с геном джелсолина. Отмечается потеря эластичности кожи, атаксия. Частью клинической картины является решётчатая дистрофия роговицы II типа.
19. Аминоацил-тРНК — транспортная РНК, несущая аминокислоту.
20. Аминокислотный скор — это показатель отношения определенной незаменимой аминокислоты в белке к такой же аминокислоте в идеальном белке. По ВОЗ, идеальный белок представляет собой такое соотношение незаменимых аминокислот, которое позволяет организму без проблем обновлять те или иные внутренние структуры (т.е. содержащий достаточное количество незаменимых АК).
21. Ампликон — внехромосомная единица амплификации, фрагмент ДНК или РНК, который является источником и / или продуктом событий амплификации или репликации.
22. Амплификатор ДНК (термоциклер) — прибор, необходимый для проведения полимеразной цепной реакции (ПЦР); позволяет задавать нужное количество циклов и выбирать оптимальные временные и температурные параметры для каждой процедуры цикла.
23. Амплификация — увеличение числа копий генов (количества ДНК)[3].
24. Амплификация ДНК — выборочное копирование определённого участка ДНК.
25. Амфидиплоиды — эукариотические клетки, содержащие два двойных набора хромосом в результате объединения двух геномов.
26. Анализирующее скрещивание — скрещивание гетерозиготного организма с одним из его гомозиготных по рецессивным аллелям родителей. Повторное анализирующее скрещивание основано на участие двух гетерозигот.
27. Анализ сегрегации — набор различных методов для определения типа наследования.
28. Анафаза — фаза митотического и редукционного деления. Гомологичные хромосомы/хроматиды расходятся к полюсам веретена деления.
29. Анеуплоидия — изменённый набор хромосом, в котором одна или несколько хромосом из обычного набора или отсутствуют, или представлены дополнительными копиями.
30. Анеусомия — структурное изменение части хромосомы, приводящие к изменению числа копий отдельного фрагмента по сравнению с нормальным числом. Nlc-7 вследствие рекомбинации это дупликация или недостаточность, возникшие в результате кроссинговера в пределах инвертированный области.
31. Антикодон — последовательность из трёх нуклеотидов в молекуле транспортной РНК, комплементарная кодирующему триплету в молекуле мРНК.
32. Антимутагенез — процесс предотвращения закрепления (становления) мутации, то есть возврат первично повреждённой хромосомы или гена в исходное состояние.
33. Антипараллельность — противоположная направленность двух цепей двойной спирали ДНК или РНК.
34. Антисмысловая РНК — цепь РНК, комплементарная нормальной мРНК. Природные антисмысловые РНК образуются из не содержащий матрицу цепи гена, они могут регулировать экспрессию гена, не позволяя использовать его в качестве матрицы для нормальной трансляции.
35. Антиципация — нарастания тяжести заболевания в ряду поколений.
36. Ассортативное скрещивание — не случайный выбор партнёров, основанный на общих фенотипических признаках, в отличие от панмиксии
37. Аттенюатор — последовательность ДНК, регулирующая терминацию транскрипции, участвует в регуляции экспрессии некоторых оперонов у бактерий.
38. Аттенюация транскрипции— механизм регуляции экспрессии генов на уровне элонгации. (см. триптофановый оперон)
39. Ауксотроф — клетка или клеточная линия, которая не может синтезировать определённое необходимое для её роста вещество.
40. Аутосома — любая неполовая хромосома. У человека имеется 22 пары аутосом.
41. Ацентрическая хромосома — хромосома без центромеры.

## Б
1. Бактериальный кворум, или Чувство кворума (англ. Quorum Sensing) — способность некоторых бактерий (возможно, и других микроорганизмов) общаться и координировать определённое поведение или действия между бактериями того же вида или подвида за счёт секреции молекулярных сигналов в зависимости от плотности их населения.
2. Бактериофаг — вирус бактерий: состоит из ДНК или РНК, упакованной в белковую оболочку.
  - Бактериофаги вирулентные — группа вирусов бактерий, выделенная по характеру взаимодействия фага с микробной клеткой. Вирулентные фаги всегда лизируют инфицированные ими бактерии и в жизненном цикле имеют только один путь развития — литический цикл.
  - Бактериофаги умеренные — группа вирусов бактерий, выделенная по характеру взаимодействия фага с микробной клеткой. Умеренные фаги в жизненном цикле могут развиваться по двум вариантам: вовлекаться в литический цикл или превращаться в профаг, с дальнейшим развитием по лизогенному пути.
3. Банк (библиотека) генов — полный набор генов данного организма, полученный в составе рекомбинантных ДНК.
4. Белковая инженерия — создание искусственных белков с заданными свойствами путём направленных изменений (мутаций) в генах или путём обмена локусами между гетерологичными генами.
5. Бивале́нт — в генетике пара гомологичных хромосом, связывающихся друг с другом во время мейоза посредством специального комплекса после удвоения хромосом. В ходе мейоза (профаза первого деления) происходит синапсис — процесс формирования бивалентов. Каждая из входящих в бивалент хромосом у большинства организмов уже удвоена и состоит из двух хроматид.
6. Биопсия хориона — процедура, осуществляемая на 7—11-й неделе беременности, с целью получения клеток для пренатальной диагностики.
7. Биотехнология — это широкая область биологии, включающая использование живых систем и организмов для разработки или производства продуктов. По сфере деятельности делят на[4]:
  - белая биотехнология — биоиндустрия, осованная на генной инженерии.
  - желтая биотехнология — пищевая биотехнология, наука о питании
  - зеленая биотехнология — сельское озяйство, биотехнология окружающей среды — биотопливо, биоудобрения, биоремедиация, геомиробиология.
  - золотая биотехнология — биоинформатика, нанобиотехнология.
  - коричневая биотехнология — биотехнология аридных зон и пустынь.
  - красная биотехнология — медицинская биотехнология.
  - серая биотехнология — технологии классической ферметации и биопроццессов.
  - синяя биотехнология — аквакультура, прибрежная и морская биотехнология.
  - фиолетовая биотехнология — юридическая часть биотехнологии.
  - черная биотехнология — биооружие, биотерроризм, защита сельхозкультур.
8. Блоттинг — перенос молекул ДНК, РНК или белка из геля, в котором шёл электрофорез, на фильтр (мембрану).
  - Вестерн-блот — метод идентификации антител к белкам, имеет много общего с методом саузерн-блот.
  - Саузерн блоттинг — метод идентификации участков ДНК, содержащих комплементарные ДНК-зонду последовательности, среди электрофоретически разделенных фрагментов ДНК, фиксированных на твердом матриксе (нитроцеллюлозных или нейлоновых фильтрах).
9. Борги[5][6] — тип огромных генетических элементов, вероятно, способных ассимилировать гены архей. По этой причине их назвали в честь цивилизации Борг из научно-фантастического сериала «Звездный путь». По всей видимости, эти ранее неизвестные элементы принадлежат микроорганизмам, окисляющим метан.

## В
1. Вакцина — препарат ослабленного или убитого инфекционного агента (вируса, бактерии и т. п.) или его отдельных компонентов, несущих антигенные детерминанты, способный вызывать образование иммунитета к данной инфекции у животных (человека). Кроме того, в последнее время появились вакцины, произведённые методами генной инженерии (примером такой вакцины может служить вакцина против гепатита B).
2. Вариация числа копий генов (англ. Copy number variation, CNV) — вид генетического полиморфизма, к которому относят различия индивидуальных геномов по числу копий хромосомных сегментов размером от 1 тыс. до нескольких млн. пар оснований. CNV возникают в результате несбалансированных хромосомных перестроек, таких как делеции и дупликации.
3. Введение парентера́льное — способ принятия лекарственных средств, при котором они минуют желудочно-кишечный тракт, в отличие от перорального способа применения лекарств. Это прежде всего инъекции и ингаляции. Существуют и другие, более редкие, парентеральные способы введения: трансдермальный, субарахноидальный, внутрикостный, интраназальный, субконъюнктивальный, — однако данные способы лекарственного проникновения внутрь организма используют только в частных случаях.
4. Введение энтеральное — способ принятия лекарственных средств через желудочно-кишечный тракт. Энтеральный путь включает в себя: введение препарата внутрь через рот (peros) или перорально; под язык (sublingua) или сублингвально, в прямую кишку (perrectum) или ректально.
5. Вектор — молекула ДНК, способная к включению чужеродной ДНК и к автономной репликации, служащая инструментом для введения генетической информации в клетку.
6. Вектор для клонирования — любая небольшая плазмида, фаг или ДНК-содержащий вирус животных, в которые может быть встроена чужеродная ДНК.
7. Вириом среды обитания или окружающей среды — это общее содержание вирусов в ней.
8. Вирофаги — небольшие вирусные фаги с двухцепочечной ДНК, которые требуют коинфицирования другим вирусом.
9. Вирусы — инфекционные агенты неклеточной природы, способные в процессе реализации генетической информации, закодированной в их геноме, перестроить метаболизм клетки, направив его в сторону синтеза вирусных частиц. Вирусы могут иметь белковую оболочку, а могут и состоять только из ДНК или РНК.
10. Врождённые болезни — болезни, имеющиеся при рождении, могут быть как наследственными, так и дефектами индивидуального развития организма.

## Г
1. β-Галактозидаза — фермент, гидролизующий β-галактозиды, в частности лактозу, с образованием свободной галактозы.
2. Гамета — зрелая половая клетка.
3. Гаплогруппа — совокупность особей, имеющих сходный гаплотип по определенным локусам, которые задаются в соответствии с тем, какую задачу нужно решить, определяя гаплогруппу
4. Гаплоид — клетка, содержащая одинарный набор генов или хромосом.
5. Гаплотип — совокупность состояний/вариантов определенных локусов, которые расположены на одной хромосоме, и вследствие структурных особенностей эти состояния всегда наследуются вместе. То есть, например, если в одном локусе (1) гаплотипа имеется мутация (1А), а в другом (2) имеется уже другая мутация (2M), то именно в таком составе они будут наследоваться (1А2М), а смешанных вариантов (1B2M или 1A2N) не бывает или они относятся к другому гаплотипу.
6. Гемизиготность — состояние организма, при котором какой-то ген представлен в одной хромосоме.
7. Ген — последовательность нуклеотидов в ДНК, которая кодирует определённую РНК.
8. Генетическая антисипация — это явление, при котором симптомы генетических заболеваний появляются у потомков в более раннем возрасте, чем у родителя, и усиливаются в каждом последующем поколении.
9. Генетическая ассимиляция[англ.] — это процесс, описанный Конрадом Х. Уоддингтоном, при котором фенотип, первоначально возникший в ответ на условия окружающей среды, такие как воздействие тератогена, позже становится генетически закодированным посредством искусственного отбора или естественного отбора.
10. Генетическая карта — схема расположения структурных генов и регуляторных элементов в хромосоме.
11. Генетическая пустыня — Область хромосомы, содержащая меньше гена, чем остальные области.
12. Генетическое разнообразие, или генетический полиморфизм, — разнообразие популяций по признакам или маркерам генетической природы. Один из видов биоразнообразия.
13. Генетическое расстояние (Genetic distance, GD) — мера генетического различия (дивергенции) между видами, подвидами, или популяциями одного вида. Малое генетическое расстояние означает генетическое сходство, большее генетическое расстояние означает меньшее генетическое сходство.
14. Генетический груз — термин, чаще всего используемый для обозначения суммы неблагоприятных летальных и сублетальных мутаций в генофонде популяции.
15. Генетический код — соответствие между триплетами в ДНК (или РНК) и аминокислотами белков.
16. Генная инженерия — совокупность приёмов, методов и технологий получения рекомбинантных РНК и ДНК, выделения генов из организма (клеток), осуществления манипуляций с генами и введения их в другие организмы.
17. Генная кассета — тип мобильного генетического элемента, который содержит ген и сайт рекомбинации. Каждая кассета обычно содержит один ген и имеет тенденцию быть очень маленькой; порядка 500—1000 пар оснований. Они могут существовать в составе интегрона или свободно в виде кольцевой ДНК. Генные кассеты могут перемещаться внутри генома организма или передаваться другому организму в окружающей среде посредством горизонтального переноса генов. Эти кассеты часто несут гены устойчивости к антибиотикам.
18. Генная конверсия — нереципрокная передача генетической информации. Один ген выступает в роли донора последовательности, а другой ген получает последовательность и подвергается преобразованию.
19. Генная терапия — введение генетического материала (ДНК или РНК) в клетку для восстановления нормальной функции.
20. Генный банк — тип биорепозитория, в котором сохраняется генетический материал. Материал возможно сохранить во многих видах, однако самым частым методом консервации в современных генных банках является метод криоконсервации.
21. Геногеография — научная дисциплина, изучающая географическое распространение генетических признаков живых организмов, в том числе человека, по различным географическим районам Земли.
22. Геном — общая генетическая информация, содержащаяся в генах организма, или генетический состав клетки.
23. Геномика — наука, изучающая структуру и функции геномов в живых организмов.
24. Геномные заболевания — группа заболеваний, возникающих из-за определённых структурных изменений в человеческом геноме.
25. геномный браузер — электронный банк данных с изображениями генов внутри отрезков ДНК, графический интерфейс для отображения информации из биологической базы данных геномных данных.
26. Генотип — 1) вся генетическая информация конкретного организма; 2) генетическая характеристика организма по одному или нескольким изучаемым локусам.
27. Генотроф[7] — растения с наследуемыми генетическими изменениями, которые были вызваны условиями внешней среды.
28. Генофо́нд (также генный пул, пул генов — англ. «gene pool») — понятие из популяционной генетики, описывающее совокупность всех генных вариаций (аллелей) определённой популяции, вида
29. Ген-регулятор — ген, кодирующий регуляторный белок, активирующий или подавляющий транскрипцию других генов.
30. Ген-репортёр — ген, чей продукт определяется с помощью простых и чувствительных методов и чья активность в тестируемых клетках в норме отсутствует. Используется в генно-инженерных конструкциях для подтверждения наличия вектора.
31. Ген-усилитель (энхансер) — короткий сегмент ДНК, который влияет на уровень проявления (экспрессии) определённых генов, увеличивая частоту инициации и транскрипции.
32. Генобиоз — методологический подход в вопросе происхождения жизни, основанный на убеждении в первичности молекулярной системы со свойствами первичного генетического кода.
33. Ге́ны неалле́льные — это гены, расположенные в различных участках хромосом и кодирующие неодинаковые белки. Неаллельные гены также могут взаимодействовать между собой:
  1. Комплемента́рное (дополнительное) действие генов — тип взаимодействия генов, при котором для проявления дикого типа некоторого признака необходимы доминантные аллели сразу нескольких генов. Это вид взаимодействия неаллельных генов, доминантные аллели которых при совместном сочетании в генотипе обусловливают новое фенотипическое проявление признаков. При этом расщепление гибридов F2 по фенотипу может происходить в соотношениях 9:6:1, 9:3:4, 9:7, иногда 9:3:3:1.
  2. Плейотропи́я (от греч. πλείων — «больше» и греч. τρέπειν — «поворачивать, превращать») — явление множественного действия гена. Выражается в способности одного гена влиять на несколько фенотипических признаков. Таким образом, новая мутация в гене может оказать влияние на некоторые или все связанные с этим геном признаки. Этот эффект может вызвать проблемы при селективном отборе, когда при отборе по одному из признаков лидирует один из аллелей гена, а при отборе по другим признакам — другой аллель этого же гена.
    - Первичная: ген одновременно проявляет множественное действие. Например, синдром Марфана обусловлен действием одного гена. Этот синдром проявляется следующими признаками: высокий рост за счёт длинных конечностей, тонкие пальцы (арахнодактилия), подвывих хрусталика, высокий уровень катехоламинов в крови и др. Другим примером у человека служит серповидноклеточная анемия. Мутация нормального аллеля ведёт к изменению молекулярной структуры белка гемоглобина, при этом эритроциты теряют способность к транспорту кислорода и приобретают серповидную форму вместо округлой. Гомозиготы по гену серповидноклеточности гибнут при рождении, гетерозиготы живут и обладают устойчивостью против малярийного плазмодия. Доминантная мутация, вызывающая у человека укорочение пальцев (брахидактилия), в гомозиготном состоянии приводит к гибели эмбриона на ранних стадиях развития.
    - Вторичная: имеется одно первичное фенотипическое проявление гена, которое обусловливает проявление вторичных признаков. Например, аномальный гемоглобин S в гетерозиготном состоянии фенотипически первично проявляется в виде серповидноклеточной анемии, которая приводит к вторичным фенотипическим проявлениям в виде невосприимчивости к малярии, анемии, гепатолиенальному синдрому, поражению сердца и мозга.

  3. Полимери́я — взаимодействие неаллельных множественных генов, однозначно влияющих на развитие одного и того же признака; степень проявления признака зависит от количества генов. Полимерные гены обозначаются одинаковыми буквами, а аллели одного локуса имеют одинаковый нижний индекс. Полимерное взаимодействие неаллельных генов может быть кумулятивным и некумулятивным.
    - Кумулятивная (накопительная) полимерия — степень проявления признака зависит от суммирующего действия генов. Чем больше доминантных аллелей генов, тем сильнее выражен тот или иной признак. Расщепление F2 по фенотипу происходит в соотношении 1:4:6:4:1 (при условии, что взаимодействуют 2 пары неаллельных генов, а гибриды F1 дигетерозиготны).
    - Некумулятивной полимерии признак проявляется при наличии хотя бы одного из доминантных аллелей полимерных генов. Количество доминантных аллелей не влияет на степень выраженности признака. Расщепление по фенотипу происходит (при условии, что гибриды F1 гетерозиготны по всем парам взаимодействующих генов) в соотношении (4n−1):1, где n — число пар неаллельных генов, ответственных за данный признак.

  4. Эписта́з — взаимодействие неаллельных генов, при котором один из них подавляется другим. Подавляющий ген называется эпистатичным, подавляемый — гипостатичным. Если эпистатичный ген не имеет собственного фенотипического проявления, то он называется ингибитором и традиционно обозначается буквой I. Эпистатическое взаимодействие неаллельных генов может быть доминантным и рецессивным.
    - Доминантный эпистаз — проявление гипостатичного гена (В, b) подавляется доминантным эпистатичным геном (I > В, b). Расщепление по фенотипу при доминантном эпистазе может происходить в соотношении 12:3:1, 13:3, 7:6:3.
    - Рецессивный эпистаз — это подавление рецессивным аллелем эпистатичного гена аллелей гипостатичного гена (i > В, b). Расщепление по фенотипу может идти в соотношении 9:3:4, 9:7, 13:3.
34. Гемизиготность — состояние организма, при котором какой-то ген представлен в одной хромосоме.
35. Гетерогаметный пол — пол, определяемый двумя разными половыми хромосомами.
36. Гетерогенность генетическая — одинаковый фенотип у двух или более различных генотипов.
37. гетеродисомия — присутствие двух гомологичных хромосом, полученных от одного из родителей.
38. Гетеродуплекс — область двухцепочечной молекулы ДНК или ДНК/РНК с комплементарными цепями, которые образовались из разных дуплексных молекул ДНК в результате рекомбинации.
39. Гетерозигота — клетка (или организм), содержащая два различных аллеля в конкретном локусе гомологичных хромосом.
40. Гетерозиготность — наличие разных аллелей в диплоидной клетке.
41. Гетерозиготный организм — организм, имеющий две различные формы данного гена (разные аллели) в гомологичных хромосомах.
42. Гетерозис — увеличение жизнеспособности гетерозиготных организмов по сравнению с гомозиготными родительскими организмами у растений и животных.
43. Гетерокарион — клетка, содержащая два или более ядра с различными генотипами.
44. Гетеропикноз (термин не прижился) — явление, когда фрагменты хромосом или хромосомы целиком во время клеточного деления интенсивно окрашиваются и выглядят более конденсированными по сравнению со слабоокрашенными участками.
45. Гетероплазмия — различия в последовательности ДНК разных митохондрий в одном организме (клетке).
46. Гетероплотность — аномальное число хромосом в организме или клетке.
47. Гетерохроматин — область хромосомы (иногда целая хромосома), имеющая плотную компактную структуру в интерфазе из-за отсутствия транскрипции.
48. Гетерохроматин конститутивный (структурный) — отличается высокоспирализованным состоянием, которое сохраняется на протяжении всего мит. цикла. Он занимает постоянные участки в гомологичных хромосомах — это фрагменты околоцентромерных, теломерных участков хромосом, Не содержит структурных генов, его ДНК является преимущественно некодирующей и в силу этого высокополиморфна и вариабельна.
49. Гетерохроматин факультативный — содержит кодирующую и, в силу этого, относительно консервативную ДНК.
50. Гибридизация in situ — гибридизация между денатурированной ДНК клеток на предметном стекле и меченной радиоактивными изотопами или иммунофлюоресцентными соединениями одноцепочечной РНК или ДНК.
51. Гибридизация ДНК — образование в опыте двуцепочечной ДНК или дуплексов ДНК:РНК в результате взаимодействия комплементарных нуклеотидов.
52. Гибридизация соматических клеток — слияние неполовых клеток, способ получения соматических гибридов (см.).
53. Гибридный белок (полипептид) — см. Слитый белок (полипептид).
54. Гибридомы — 1) гибридные лимфоидные клетки, полученные путём слияния опухолевой миеломной клетки с нормальными лимфоидными клетками иммунизированного животного или человека. 2) клон гибридной клетки.
55. Гибрид F1 — это первое дочернее поколение потомства явно различных родительских типов.
56. Гиперцикл — это способ объединения самовоспроизводящихся макромолекул в замкнутые автокаталитические химические циклы. Теория гиперциклов является абиогенетической теорией происхождения жизни, а также её эволюции. Гиперциклы, которые сами по себе ещё чистая химия, уже обладают некоторыми признаками живого: круговорот веществ и энергии, воспроизведение с наследованием информации, приспособляемость к изменяющимся условиям. Гиперциклы подвержены дарвиновскому естественному отбору, но не на уровне видов, а на уровне молекул, то есть это гипотеза о молекулярной эволюции, приведшей к созданию первой живой клетки, использующей генетический код для матричного синтеза белка.
57. Гипоморф — аллель, уровень экспрессии которого ниже нормального.
58. Гипополиплоидный рост[7] — это явление, при котором происходит лизис отдельных хромосом и даже ядер с сильным нарушением хромосомного баланса. Один из механизмов появления клеток с уменьшенным числом хромосом.
59. Гипотеза аккуратности трансляции (translational accuracy hypothesis) — утверждает, что причина преимущественного использования организмом определенных кодонов лежит в различной точности их трансляции. Гипотеза состоит из двух пунктов. Первый пункт гласит, что все синонимичные кодоны транслируются с разной точностью. Второй пункт утверждает, что существует отбор кодонов по точности трансляции[8][9].
60. Гистон — ассоциированные с ДНК белки нуклеосом. Нуклеосома образуют гистоны H2A, H2B, H3,H4.
61. Гистоновый код — набор эпигенетических модификаций гистонов (например, метилирование, ацетилирование, присоединение фосфатных, цитратных, кротонильных, серотонильных групп или таких белков как убиквитин и SUMO), имеющих отношение к регуляции активности генов.
62. Гликозилирование — присоединение к белку углеводного остатка.
63. Гликопротеи́ны (устар. гликопротеиды) — двухкомпонентные белки, в которых белковая (пептидная) часть молекулы ковалентно соединена с одной или несколькими группами гетероолигосахаридов. Кроме гликопротеинов существуют также протеогликаны и гликозаминогликаны.
64. глико-РНК — РНК, связанные с простыми сахарами
65. Голандрическое наследование — наследование, сцепленное с Y-хромосомой.
66. Гомеобокс — высококонсервативная последовательность ДНК, присутствующие в гомеозисных генах
67. Гомеозис — превращение одной части тела в другую.
68. Гомеозисные гены — Гена эмбрионального развития, мутации в которых могут приводить к замене одной части тела на другую.
69. Гомозигота — клетка, содержащая два одинаковых аллеля в конкретном локусе гомологичных хромосом.
70. Гомозиготность — наличие одинаковых аллелей в диплоидной клетке.
71. Гомозиготный организм — организм, имеющий две идентичные копии данного гена в гомологичных хромосомах.
72. Гомологи́чная рекомбина́ция, или о́бщая рекомбина́ция, — тип генетической рекомбинации, во время которой происходит обмен нуклеотидными последовательностями между двумя похожими или идентичными хромосомами. Это наиболее широко используемый клетками способ устранения дву- или однонитевых повреждений ДНК.
73. Гомологичные хромосомы — хромосомы, одинаковые по набору составляющих их генов.
74. Горячая точка хромосомы (или hot spot) — фрагмент хромосомы, на котором часто происходит рекомбинация, характеризующийся повышенной частотой спонтанных мутаций.
75. Граница сплайсинга — экзон-интронное сочленение.
76. Группа сцепления — все гены, локализованные в одной хромосоме.

## Д
1. Дактилоскопия генная — выявление вариаций в числе и длине тандемных повторов ДНК.
2. Дальтон (Да) — атомная единица массы, считается соответствующей массе 1/12 массе углерода (1,66×10^(-24)г)
3. Денатурация — нарушение пространственной структуры молекулы в результате разрыва внутри- или межмолекулярных нековалентных связей.
4. Диакинез — Заключительный этап профазы I деления мейоза, на котором уплотнение (спирализация) хромосом достигает максимума и они равномерно распределяются в ядре.
5. Дигибридное скрещивание — скрещивание организмов, различающихся по двум парам альтернативных признаков, например, окраске цветков (белая или окрашенная) и форме семян (гладкая или морщинистая).
6. Дизиготные близнецы — близнецы, развивающиеся из двух разных зигот.
7. Дикий тип — генотип или фенотип, встречающийся в природе либо соответствующий стандартным лабораторном условиям. Термин не применяют к человеку.
8. Диктиотена — стадия оогенеза, на которой происходит остановка профазы мейоза. Затем ооциты останавливаются в развитии. Возобновление мейоза происходит в момент овуляции.
9. Димер (англ. dimer) — молекула или молекулярный комплекс, состоящий из двух идентичных, связанных вместе молекул.
10. Динамическая мутация — изменение днк, для которого характерна экспансия нуклеотидных повторов.
11. Диплоидность — клетки организма содержат два гомологичных набора хромосом: один из них унаследован от отца, а другой- от матери.
12. Диплотена — четвёртая стадия первой профазы мейоза, при которой между спаренными хроматидами гомологичных хромосом образуется перекрест, и затем они начинают разделяться.
13. Дискордантность — присутствие признака или заболевания только у одного из пары близнецов.
14. Дисомия однородительская — происхождение пары гомологичных хромосом диплоидного организма от одного из родителей. Различают изодисомию, при которой хромосомы идентичные, и гетеродисомию, при которой хромосомы различаются.
15. Диспергированные повторы — повторяющиеся последовательности нуклеотидов в геноме. Отличаются от тандемных повторов тем, что расположены не последовательно друг за другом, а на расстоянии. Встречаются в эукариотических и прокариотических геномах. К диспергированным повторам относятся ретротранспозоны: длинные диспергированные повторы (LINEs, long interspersed elements) и короткие диспергированные повторы (SINEs, short interspersed elements).
16. Диспермия — слияние яйцеклетки с двумя сперматозоидами.
17. Дифференцировка — процесс превращения неспециализированные клетки в специализированную с переходом в G0-фазу.
18. Дицентрическая хромосома — хромосома с двумя центромерами.
19. ДНКаза — фермент, разрушающий связи внутри молекулы ДНК.
20. ДНК-библиотека — коллекция клонированных молекул ДНК, представляющих весь геном (геномная библиотека) или фрагменты кДНК, полученные из мРНК в клетках определённого типа (библиотека кДНК).
21. ДНК-микрочип — набор из многих тысяч иммобилизованных на субстрате различных азотистых последовательностей. ДНК-микрочипы применяют для одновременного определения экспрессии тысяч генов.
22. ДНК-полимераза — фермент, ведущий матричный синтез ДНК.
23. ДНК-транспозоны (транспозоны второго типа). Главное отличие транспозонов второго типа от ретротранспозонов состоит в том, что механизм их транспозиции не включает стадию РНК-интермедиата (посредника).
24. Доза гена — количественный показатель экспрессии гена.
25. Дозовая компенсация генов — эпигенетические механизмы, позволяющие уравнять уровень экспрессии сцепленных с полом генов у самцов и самок тех видов, в которых определение пола происходит с помощью половых хромосом.
26. Домашние гены (Housekeeping gene) — это гены, которые транскрибируются с относительным постоянством и используются в качестве нормализатора (стандарта) в PCR (полимеразной цепной реакции), поскольку предполагается, что на их экспрессию не влияют условия эксперимента.
27. Домен — элемент пространственной структуры белка.
28. Доминантно-негативный эффект — мутантный аллель с нежелательным эффектом, напоминающим потерю функции.
29. Доминантность — преимущественное проявление только одного аллеля в формировании признака у гетерозиготной клетки.
30. Доминантный — признак или соответствующий аллель, проявляющийся у гетерозигот.
31. Дрейф генов — изменение частот генов в ряду поколений, обусловленное случайными событиями митоза, оплодотворения и размножения.
32. Дрожжевая двухгибридная система — метод анализа взаимодействия генов или белков.

## Е
1. Единица транскрипции — последовательность ДНК, кодирующая продукт определённого гена. Включает промотор, кодирующие и некодирующие последовательности.

## З
1. Законы Менделя — принципы передачи наследственных признаков от родительских организмов к их потомкам, вытекающие из экспериментов Грегора Менделя. Эти принципы послужили основой для классической генетики и впоследствии были объяснены как следствие молекулярных механизмов наследственности. Хотя в русскоязычных учебниках обычно описывают три закона, «первый закон» открыт не Менделем. Особое значение из открытых Менделем закономерностей имеет «гипотеза чистоты гамет».
  - При скрещивании двух гомозиготных организмов, относящихся к разным чистым линиям и отличающихся друг от друга по одной паре альтернативных проявлений признака, всё первое поколение гибридов (F1) окажется единообразным и будет нести проявление признака одного из родителей.
  - При скрещивании двух гетерозиготных потомков первого поколения между собой во втором поколении наблюдается расщепление в определённом числовом отношении: по фенотипу 3:1, по генотипу 1:2:1.
  - При скрещивании двух особей, отличающихся друг от друга по двум (и более) парам альтернативных признаков, гены и соответствующие им признаки наследуются независимо друг от друга и комбинируются во всех возможных сочетаниях (как и при моногибридном скрещивании).
2. Зигота — диплоидная клетка, образующиеся в результате слияния двух гаплоидных гамет. Клетка, из которой развивается зародыш.
3. Зиготена, зигонема — вторая стадия профазы, когда происходит конъюгация гомологичных хромосом с образованием структур, состоящих из двух соединённых хромосом, называемых тетрадами или бивалентами и их дальнейшая компактизация.
4. Зонд генетический — короткий отрезок ДНК или РНК известной структуры или функции, меченный каким-либо радиоактивным или флуоресцентным соединением.
5. Зооблот — разновидность метода саузерн-блот, предназначенная для исследования консервативных последовательностей ДНК родственных генов разных видов организмов. Метод позволяет подтвердить, что указанные последовательности являются кодирующими последовательностями гена.

## И
1. Изменчивость — вариабельность (разнообразие) признаков среди представителей данного вида.
2. Изодисомия— наличие двух одинаковых хромосом, полученных от одного родителя.
3. Изотип — сходные по аминокислотному составу цепочки иммуноглобулинов.
4. Изофермент, изоэнзим — различные изоформы или изотипы одного и того же фермента, существующие в одном организме. Изоферменты являются биохимическим выражением генетического полиморфизма.
5. Изохроматидный разрыв — повреждение обеих хроматид в одном и том же месте.
6. Иммунопреципитация хроматина (ChIP) — метод обнаружения последовательности днк, связывающих со специфическим белком хроматина.
7. Импринтинг геномный — различия в экспрессии генов, зависящее от происхождения этих генов.
8. Иммунофлюоресцентные зонды — см. зонды ДНКовые, РНКовые.
9. Индуктор — индуктор представляет собой молекулу, которая регулирует экспрессию генов. Индуктор может связываться с репрессором или активатором.
10. Индукция профага — инициирование вегетативного развития фага в лизогенных клетках.
11. Инвертированный повтор — две идентичные развёрнуты в противоположных направлениях копии последовательности ДНК. Инвертированные повторы являются характерной особенностью ретровирусов.
12. Индексный пациент — то же самое, что и пробанд. Пациент, болезнь которого привлекла внимание к его семье стало основанием для сборов семейного анамнеза.
13. Информационная последовательность (IS) — короткий бактериальный транспозон, в котором находится обеспечивающие транспозицию гены.
14. Интеграза — фермент, осуществляющий внедрение какого-либо генетического элемента в геном через специфический сайт.
15. Интегроны — генетические элементы, которые содержат в себе ген интегразы, специфический сайт и рядом с ним промотор, что придаёт им способность интегрировать в себя мобильные генные кассеты и экспрессировать присутствующие в них беспромоторные гены.
16. Интерфероны — белки, синтезируемые клетками позвоночных в ответ на вирусную инфекцию и подавляющие их развитие.
17. Интрон — некодирующий участок гена, который транскрибируется, а затем удаляется из предшественника мРНК при её редактировании сплайсинге. Делятся на три класса: I, II, III
18. Интронированный ген — ген, содержащий интроны.
19. Искусственная бактериальная хромосома (англ. bacterial artificial chromosome, BAC) — векторная система на основе F-плазмиды E. coli, участков cos фага лямбда и loxP фага Р1, используемая для клонирования длинных (150—350 тыс. п.н.) последовательностей ДНК. F-плазмида кодирует гены, регулирующие репликацию и контролирующие копийность (1—2 молекулы на клетку).
20. Искусственная хромосома дрожжей (YAC) представляют собой генетически сконструированные хромосомы, полученные из ДНК дрожжей Saccharomyces cerevisiae , которые затем лигируют в бактериальную плазмиду.
21. Искусственная хромосома человека (HAC)
22. Иску́сственный отбо́р — выбор человеком наиболее ценных в хозяйственном или декоративном отношении особей животных и растений для получения от них потомства с желаемыми свойствами.
23. Итероны — повторяющиеся последовательности нуклеотидных остатков в ДНК.

## К
1. Каллус — масса недифференцированных клеток, образующаяся при повреждении растения. Может образовываться из единичных клеток при их культивировании на искусственных средах.
2. Капсид — белковая оболочка вируса.
3. Кариотипирование — процесс изучения строения и количества хромосом, определение выраженных хромосомных аномалий и графическая запись результатов.
4. Кассета экспрессионная — фрагмент ДНК, содержащий все необходимые генетические элементы для экспрессии внедрённого в него гена.
5. Каталитическая константа (κcat) — величина, показывающая эффективность превращения субстрата в активном центре фермента, «число оборотов фермента» в единицу времени.
6. Каталитическая триада — набор из трех скоординированых аминокислот, которые могут быть найдены в активном центре некоторых ферментов.
7. Каталитически совершенный фермент (catalytically perfect enzyme, kinetically perfect enzyme) — фермент, который совершает катализ настолько эффективно, что реакция происходит практически каждый раз, когда фермент встречает субстрат. Фактор kcat/Km для такого фермента имеет порядок от 108 до 109 M−1 с−1. Такая реакция лимитируется только скоростью диффузии субстрата.
8. кДНК (комплементарная ДНК) — однонитевая ДНК, синтезируемая in vivo по матрице РНК с помощью обратной транскриптазы.
9. Клон — группа генетически идентичных клеток, возникших неполовым путём от общего предка.
10. Клонирование ДНК — процесс получения рекомбинантных молекул ДНК путём встраивания чужеродной ДНК в векторную молекулу ДНК или РНК и введение этой конструкции в фаговые, бактериальные или эукариотические клетки хозяина.
11. Клонирование клеток — их разделение путём рассева в питательной среде и получение колоний, содержащих потомство от изолированной клетки.
12. Коактиватор — белок, который увеличивает экспрессию генов путём связывания с активатором (или фактором транскрипции), который содержит ДНК-связывающий домен. Коактиватор не может связывать ДНК самостоятельно
13. Кодон — тройка расположенных подряд нуклеотидных остатков в ДНК или РНК, кодирующая определённую аминокислоту или являющаяся сигналом окончания трансляции.
14. Компартментализация — ограничение процесса (продукта) определённой областью клетки.
15. Компетентность — способность клеток к трансформации.
16. Комплементарность — свойство азотистых оснований образовывать с помощью водородных связей парные комплексы аденин—тимин (или урацил) и гуанин—цитозин при взаимодействии цепей нуклеиновых кислот.
17. Конкатемерная ДНК — линейная ДНК, в которой некоторый элемент (например, фаговый геном) повторён несколько раз.
18. Конкордантность — наличие определённого признака у обоих близнецов, или среди группы людей. Конкордантностью также называется вероятность того, что оба близнеца будут иметь определённый признак, при условии, что его имеет один из них.
19. Контиг — в секвенировании группа из нескольких последовательно соединённых участков ДНК.
20. Конформа — термин, характеризующий состояние третичной структуры белка.
21. Конъюгат — комплекс из нескольких ковалентно связанных молекул.
22. Конъюгация — способ обмена генетической информацией у бактерий, при котором вследствие физического контакта между клетками происходит перенос клеточной, плазмидной или транспозонной ДНК от донорной клетки в реципиентную.
23. Кооперативность — биохимическое явление, характерное для ферментов или рецепторов, которые имеют множественные сайты связывания.
24. Корепрессор — вещество, которое ингибирует экспрессию генов. Для прокариот корепрессорами являются низкомолекулярные вещества или малые молекулы, тогда как в эукариотах, корепрессорами являются белки.
25. Космида — вектор, содержащий cos-сайт ДНК фага λ.
26. Кофактор — небольшое небелковое (и не производное от аминокислот) соединение (чаще всего ион металла), которое присоединяется к функциональному участку белка и участвует в его биологической деятельности
27. Коферменты (лат. приставка «co-» — объединение, сообща, вместе), или коэнзимы — органические природные соединения небелковой природы, необходимые для осуществления каталитического действия ферментов.
28. Коэффициент инбридинга (отношения) — является мерой оценки степени кровного родства (или биологического родства) между двумя людьми.
29. Кроссинговер — явление обмена участками гомологичных хромосом во время конъюгации при мейозе.
30. Культивирование клеток — процесс, посредством которого in vitro отдельные клетки (или единственная клетка) прокариот и эукариот выращиваются в контролируемых условиях. На практике термин «культура клеток» относится в основном к выращиванию клеток, относящихся к одной ткани, полученных от многоклеточных эукариот, чаще всего животных.

## Л
1. Лектины — белки, связывающие углеводы.
2. Лигаза — фермент, образующий фосфодиэфирную связь между двумя полинуклеотидами.
3. Лиганд — молекула, распознаваемая специфической структурой, например, клеточным рецептором.
4. Лигирование — соединение двух фрагментов нуклеиновых кислот под действием фермента.
5. Лидерная последовательность — N-концевая последовательность секретируемых белков, обеспечивающая их транспорт через мембрану и отщепляющаяся при этом.
6. Лизис — распад клетки, вызванный разрушением её оболочки.
7. Лизогения — явление носительства бактериальными клетками фага в виде профага (см. профаг).
8. Линия клеток — генетически однородные клетки животных или растений, которые можно выращивать in vitro в течение неограниченно долгого времени.
9. Линкер — короткий синтетический олигонуклеотид, применяемый для соединения фрагментов ДНК in vitro; обычно содержит участок узнавания определённой рестриктазой.
10. Липкие концы — комплементарные однонитевые участки ДНК, расположенные на концах молекул ДНК.
11. Липосомы — капельки жидкости, окружённые искусственной мембраной; искусственные липидные везикулы (см. везикулы).
12. Литическое развитие фага — фаза жизненного цикла фага, начинающаяся инфекцией клетки и завершающаяся её лизисом.
13. Локус — участок ДНК (хромосомы), где расположена определённая генетическая детерминанта.

## М
1. Макрохромосомы (MChrs) — хромосомы размером более 40 Мб.
2. Маркёрный ген — в ядерной и молекулярной биологии — это ген рекомбинантной ДНК, кодирующий селективный признак, используемый для определения того, была ли последовательность нуклеиновой кислоты успешно вставлена в ДНК организма. В частности, существует два подтипа этих маркерных генов: селектируемый маркер и маркер для скрининга. В метагеномике и филогенетике маркерный ген представляет собой группу ортологичных генов, которую можно использовать для разграничения таксономических линий.
3. Материнского эффекта гены — гены, проявляющиеся в яйцеклетке и определяющие фенотип потомства вне зависимости от генотипа самца.
4. Мегабаза (Мб) — миллион пар оснований
5. Межвидовые гибриды — гибриды, полученные от слияния клеток, принадлежащих к разным видам.
6. Метаболизм — совокупность ферментативных процессов, обеспечивающих существование и воспроизведение клетки.
7. Метаболит — вещество, образующееся в химических реакциях живой клетки.
8. Метагеномика — это изучение генетического материала, извлеченного непосредственно из образцов окружающей среды.
9. Метилазы (или МТазы, ДНК-метилтрансфера́зы) — ферменты, присоединяющие метильную группу к определённым азотистым основаниям в ДНК.
10. Миксоплоиды[7] — организмы, у которых смешаны полиплоидные и неполиплоидные клетки (ткани). Частный случай мозаиков. К этому термину близок по смыслу термин полисоматия. Миксоплоидия — наличие и сосуществование в одной ткани, помимо диплоидных, клеток других уровней плоидности.
11. Микросателлитная нестабильность (Microsatellite instability, MSI) — это состояние генетической гипермутабельности, возникающее в результате нарушения репарации несоответствия ДНК (MMR). Наличие MSI представляет собой фенотипическое свидетельство того, что MMR не функционирует нормально.
12. Микрохимеризм — явление, характеризующееся наличием в многоклеточном организме небольшого количества клеток, которые генетически отличны от клеток хозяина-носителя.
13. Микрохромосома[англ.]* (μChr) — тип очень маленькой хромосомы, которая является типичным компонентом кариотипа птиц, некоторых пресмыкающихся, рыб и амфибий; их еще предстоит найти у млекопитающих. Их размер менее 20 Мб
14. Миниклетки — клетки, не содержащие хромосомной ДНК.
15. Мобильные элементы генома (МГЭ, англ. Mobile genetic elements, MGE) — последовательности ДНК, способные перемещаться внутри генома живых организмов. Существует несколько классов мобильных элементов генома, отличающихся по строению и способу перемещения:
  1. Транспозоны, например, Tn5 — участки ДНК организмов, способные к передвижению (транспозиции) и размножению в пределах генома. Транспозоны также известны под названием «прыгающие гены» и являются примерами мобильных генетических элементов.
    - Инсерционные элементы, ; (IS, IS-элемент, англ. Insertion sequence) — короткий фрагмент ДНК, простой мобильный генетический элемент. Инсерционные последовательности обладают двумя важными характеристиками — они мало похожи на другие мобильные элементы (около 700—2500 нуклеотидов) и кодируют лишь белки, вовлечённые в процесс транспозиции (в отличие от транспозонов, кодирующих ещё и некоторые вспомогательные гены, например, гены резистентности к антибиотикам). Эти белки обычно представлены транспозазой, которая катализирует ферментативную реакцию, позволяющую IS элементу перемещаться, а также регуляторный белок, который стимулирует или ингибирует активность транспозиции. Кодирующий район в IS элементе обычно фланкирован обращёнными повторами. IS-элементы могут быть частью сложных транспозонов (см. например, Tn10), в которых два IS фланкируют вспомогательные гены (например, гены резистентности к антибиотикам). Например, IS1603
    - ДНК-транспозоны;
    - Ретротранспозоны;

  2. Плазмиды, например, половой фактор кишечной палочки (F-плазмида);
  3. Бактериофаги, например, Mu, интегрирующиеся случайно в участки генома;
  4. Интроны второй группы.
16. Модификация биополимера — изменение его структуры.
17. Мозаицизм — наличие различных генотипов в пределах одной ткани. Мозаики — это организмы, содержащие наряду с нормальными генетически отличающиеся клетки и ткани, у которых они как бы перемешаны[7].
18. Моногенное заболевание — это наследственное заболевание, вызванное мутацией в одном только в одном гене. Несмотря на то, что все остальные почти 30000 генов могут быть в порядке, изменение последовательности ДНК в этом гене вызывает нарушения функционирования всего организма.
19. Моногибридное скрещивание — скрещивание форм, отличающихся друг от друга по одной паре альтернативных признаков.
20. Моноклональные антитела — антитела со специфичностью к определённому антигену, синтезируемые гибридомами (см. гибридомы).
21. Монофили́я — происхождение всех представителей таксона от одного общего предка, когда данный таксон включает в себя всех потомков соответствующего общего предка (иногда монофилию называют голофилией — см. монофилия в широком смысле)
22. Морфогенез — осуществление генетической программы развития организма.
23. Мультипотентность— способность клеток образовывать клетки тканей, из которых они были взяты.
24. Мусорная ДНК, некодирующая ДНК (англ. Non-coding DNA, junk DNA) — части геномной ДНК, которые не кодируют последовательности белков.
25. Мутагенез — процесс индукции мутаций.
26. Мутагены — физические, химические или биологические агенты, увеличивающие частоту возникновения мутаций.
27. Мутация — изменение генетического материала, часто приводящее к изменению свойств организма.
28. Мутации геномные — это изменения числа хромосом.
  - Полиплоидия — это кратное увеличение гаплоидного набора хромосом (Зп, 4п, и т. д.). Чаще всего полиплоидия образуется при нарушении расхождения хромосом к полюсам клетки в мейозе или митозе под действием мутагенных факторов. Она широко распространена у растений и крайне редко встречается у животных.
  - Анеуплоидия — увеличение или уменьшение числа хромосом по отдельным парам. Она возникает при нерасхождении хромосом в мейозе или хроматид в митозе. Анеуплоиды встречаются у растений и животных и характеризуются низкой жизнеспособностью.
29. Мутации герминальные (от англ. germ – зародыш) — врожденные изменения ДНК или мутации зародышевой линии. Такие мутации присутствуют во всех клетках организма; возникают вследствие изменения генетического материала половых клеток родителей, после чего эти изменения передаются детям; могут свидетельствовать о наследственной природе заболевания; могут обнаруживаться у родственников.
30. Мутация замены оснований — точечная мутация, характеризующаяся заменой азотистого основания в цепи ДНК. Разделяют на транзиции и трансверсии (транзиции происходят чаще трансверсий):
  1. Транзиция — одно пуриновое основание замещается на другое (аденин на гуанин или наоборот), либо происходит аналогичная замена пиримидиновых оснований (тимин с цитозином).
  2. Трансверсия — пуриновое основание замещается на пиримидиновое основание или наоборот.
31. Мутации замены оснований мишенные — появляются напротив повреждений молекулы ДНК и способны останавливать синтез ДНК.
32. Мутации замены оснований немишенные — образуются на неповрежденных участках ДНК. Механизмы образования немишенных мутаций замены оснований были разработаны в рамках полимеразной и полимеразно-таутомерной моделей мутагенеза.
33. Мутации соматические (от греч. soma - тело) — это изменение генетического материала одной соматической клетки (любой клетки организма, кроме половых), что приводит к возникновению клеточного клона (участка ткани, органа) с генотипом, который отличается от генотипа соседних “нормальных” клеток (соматический мозаицизм). Такие мутации присутствуют только в “поврежденных” тканях; возникают в течение жизни; не передаются по наследству; могут встречаться при некоторых наследственных синдромах (например, синдром Протея), а также у пациентов со злокачественными новообразованиями; позволяют индивидуально подобрать таргетные препараты.
34. Мутация точечная — тип мутации в ДНК или РНК, для которого характерна замена одного азотистого основания другим. Термин также применяется и в отношении парных замен, инсерции или делеции одного или нескольких нуклеотидов. Точечные мутации, возникающие в некодирующей ДНК, обычно никак себя не проявляют.
  1. Миссенс-мутация — точечная мутация, в результате которой измененный кодон начинает кодировать другую аминокислоту. В зависимости от того, насколько различаются свойства белков, синтезированных на основе измененных кодонов, от свойств изначальных протеинов, выделяют:
    - Приемлемые — специфичные свойства протеинов совпадают. Например, гемоглобин Хикари может связывать кислород так же как и обычный гемоглобин.
    - Частично приемлемые — специфичные свойства протеинов частично совпадают. Например, Гемоглобин S тоже связывает кислород, но не так эффективно, как обычный гемоглобин.
    - Неприемлемые — свойства протеинов не совпадают. Например, метгемоглобин вообще не способен связывать кислород, в результате развивается метгемоглобинемия.

  2. Нонсенс-мутация — точечная мутация в последовательности ДНК, которая приводит к появлению стоп-кодона, в результате чего происходит преждевременная терминация синтеза нужного белка. Обычно такой фрагмент не может выполнять функции изначально синтезируемого белка.
  3. Синонимичная замена — мутация замены нуклеотида в кодирующей части гена, при которой вследствие вырожденности генетического кода последовательность аминокислот в белке, кодируемом этим геном, не изменяется. Синонимичная мутация относится к точковым мутациям. Термин «синонимичная мутация» нельзя отнести к некодирующим участкам генома.
35. Мутации хромосомные — это изменения структуры хромосом. Различают следующие виды хромосомных мутаций: 
  1. Делеции — выпадение участка плеча хромосом.
    - Интерстициальные — отсутствует внутренний участок, не затрагивающий теломеру;
    - Концевые (дефишенсия) — потеря концевых участков хромосом. Отсутствует теломерный район и прилежащий к нему участок. Истинность таких мутаций в свете уникальной функции теломер поставлена под сомнение. В частности, до сих пор не ясно, действительно ли терминальные (концевые) нехватки, зафиксированные у множества пациентов с наследственными синдромами (например, кошачьего крика (5р14), Вольфа — Хиршхорна (4р16) и др.), образовались в результате одного разрыва.

  2. Дупликация — повторение набора генов в определенном участке хромосомы.
  3. Инверсия — поворот участка хромосом на 180°.
    - Перицентрическая инверсия — инвертированный сегмент содержит центромеру.
    - Парацентрическая инверсия — не затрагивает центромеру.

  4. Транслокация — перенос участка к другому концу той же хромосомы либо к другой, негомологичной хромосоме.
36. Мутант точечный — организм, в генотипе которого произошла точечная мутация.
37. Мутон — элементарная единица мутирования, то есть наименьший участок генетического материала, изменение которого представляет собой улавливаемую фенотипически мутацию и приводит к нарушению функции какого-либо гена.
38. Мыши голые бестимусные (Nude) — порода лабораторных мышей, у которых из-за случайных мутаций гена FOXN1 недоразвит или полностью отсутствует тимус, в результате чего такие мыши лишены Т-клеточного иммунитета. Внешне мутация проявляется почти полным отсутствием шерсти. Иммунная система голых мышей не отторгает пересаженные ткани и органы и не способна бороться с вирусными инфекциями и опухолями, поэтому голые мыши ценны как лабораторные животные для исследований в области трансплантологии, онкологии и иммунологии.

## Н
1. Накопления болезни лизосомные — общее название группы весьма редких наследственных заболеваний, вызванных нарушением функции внутриклеточных органелл лизосом.
2. Наномедицина — направление в современной медицине, основанное на использовании уникальныx свойств наноматериалов и нанообъектов для отслеживания, конструирования и изменения биологических систем человека на наномолекулярном уровне.
3. Наноноситель (система доставки) — наноразмерный (1-100 нм) переносчик, содержащий инкапсулированное, диспергированное, адсорбированное или конъюгированное лекарственное вещество.
4. Наследование — процесс передачи генетической информации от одного поколения организмов другому.
5. Наследование аутосомно-доминантное — тип наследования, при котором одного мутантного аллеля, локализованного в аутосоме, достаточно, чтобы болезнь (или признак) могла быть выражена.
6. Наследование аутосомно-рецессивное — тип наследования признака или болезни, при котором мутантный аллель, локализованный в аутосоме, должен быть унаследован от обоих родителей.
7. Наследственность — свойство организмов обеспечивать материальную и функциональную преемственность между поколениями, а также повторять определённый тип индивидуального развития.
8. Наследуемость — степень обусловленности фенотипической изменчивости какого-либо признака в популяции животных или растений (или их группе) генотипическими различиями между особями[10].
9. Наследуемость неменделевская — типы наследования у эукариот, не описываемые законами Менделя. Неменделевское наследование свойственно для импринтируемых генов; для признаков, кодируемых генами, находящимися в цитоплазматических элементах наследственности (митохондриальной ДНК и ДНК хлоропластов); для полигенных признаков, то есть определяемых взаимодействием нескольких генов. Также неменделевское наследование возникает вследствие парамутаций, мейотического драйва, генной конверсии, экспансии микросателлитных повторов, инфицирования различными агентами (например, прионными белками) и других процессов. Неменделевское наследование характерно для некоторых наследственных заболеваний у человека.
10. Направленность — ориентация одноцепочечной структуры в молекуле нуклеиновой кислоты.
11. Неоднозначные пары оснований (англ. wobble base pairs) — комплементарные пары G-U и I-U / I-A / I-C, образующиеся во вторичной структуре РНК.
12. Нерибосомные пептиды — это класс пептидных вторичных метаболитов, которые синтезируют микроорганизмы — бактерии и грибы. Нерибосомные пептиды также найдены у высших организмов, которые имеют бактерий-комменсалов. Существует некоторое количество пептидов, которые образуются не на рибосомах, но нерибосомными пептидами называют очень частную группу таких пептидов.
13. Ник — однонитевой разрыв в дуплексе ДНК с образованием З ‘ОН- и 5 ‘р-концов; ликвидируется ДНК-лигазой.
14. Нонсенс-мутация — точечная мутация в последовательности ДНК, которая приводит к появлению стоп-кодона, в результате чего происходит преждевременная терминация синтеза нужного белка. Обычно такой фрагмент не может выполнять функции изначально синтезируемого белка.
15. Нокдаун гена (англ. Gene knockdown) — методика, позволяющая снизить экспрессию одного или нескольких генов при помощи изменения соответствующей последовательности нуклеотидов, либо при помощи короткого олигонуклеотида, комплементарного соответствующей молекуле мРНК. Метод нокдауна генов относится к методам обратной генетики. В случае, когда изменяется последовательность гена, организм называют нокаутным по данному гену. В случае использования коротких олигонуклеотидов, комплементарных соответствующим мРНК или связывающимися с последовательностью нуклеотидов в ДНК, нокдаун гена приводит к временному изменению параметров экспрессии гена, без внесения изменений в структуру хромосом и последовательности ДНК гена.
16. Нуклеазы — общее название ферментов, расщепляющих молекулы нуклеиновых кислот.
17. Нуклеазы с цинковыми пальцами (ZFN) представляют собой искусственные рестрикционные ферменты, генерируемые путем слияния ДНК-связывающего домена цинковых пальцев с доменом расщепления ДНК.
18. Нуклеопротеиды — комплексы нуклеиновых кислот с белками.
19. Нуклеосома — это структурная часть хромосомы, образованная совместной упаковкой нити ДНК с гистоновыми белками H2А, H2B, H3 и H4. Последовательность нуклеосом, соединенная гистоновым белком H1, формирует нуклеофиламент, или иначе нуклеосомную нить.
20. Нуклеосо́м позициони́рование — определение положения нуклеосом на последовательности ДНК эукариот. Участки ДНК могут либо входить в нуклеосомные комплексы, либо быть в составе линкерной, межнуклеосомной ДНК. Эта характеристика ДНК определяет её доступность для взаимодействия[en] с белками.

## О
1. Обратная транскриптаза (ревертаза) — фермент, катализирующий реакцию синтеза ДНК на матрице РНК.
2. Олигонуклеотид — цепь ДНК, состоящая из нескольких (от 2 до 20) нуклеотидных остатков.
3. Онкогены — гены, чьи продукты обладают способностью трансформировать эукариотические клетки так, что они приобретают свойства опухолевых клеток.
4. Онкорнавирус — РНК-содержащий вирус, вызывающий перерождение нормальных клеток в раковые; содержит в своём составе обратную транскриптазу.
5. Органи́зм трансге́нный — живой организм, в геном которого искусственно введен ген, который не может быть приобретен при естественном скрещивании. Первоначально под трансгенными организмами подразумевались любые организмы, в геном которых были при помощи методов генной инженерии введены отсутствующие там гены, однако в настоящее время организмы, в геном которых были введены гены организмов, одного с ними вида или видов, с которыми они скрещиваются в естественных условиях называются цисгенными (введён ген с «собственными» регуляторными участками) либо интрагенными (введён ген с регуляторными участками других генов)
6. Оператор — регуляторный участок гена (оперона), с которым специфически связывается репрессор (см. репрессор), предотвращая тем самым начало транскрипции.
7. Оперон — совокупность совместно транскрибируемых генов, обычно контролирующих родственные биохимические функции. Примеры: Лактозный оперон (англ. lac operon), Галактозный оперон, ГАМК-оперон, Триптофа́новый оперо́н, Арабино́зный оперо́н (англ. arabinose operon).
8. Оптогенетика — методика исследования работы нервных клеток, основанная на внедрении в их мембрану специальных каналов — опсинов, реагирующих на возбуждение светом. Если на мозг воздействовать светом с определённой длиной волны, то те нейроны, которые имеют такие каналы, будут активироваться или, наоборот, не смогут генерировать потенциалы действия.

## П
1. Пангено́м, также супрагеном (англ. pan-genome, pangenome, supragenome) — совокупность всех генов рассматриваемой группы организмов (как правило, монофилетической), для которой возможно генетическое разнообразие между близкородственными штаммами или экотипами.
2. Парагру́ппа — термин в популяционной генетике, описывающий линии внутри гаплогруппы, которые не определены каким бы то ни было дополнительным уникальным маркером, определяющим их принадлежность к какой-либо именованной субкладе этой гаплогруппы.
3. Парафили́я — понятие в таксономии, где группы включают лишь часть потомков последнего общего предка. Более формальное определение гласит: парафилетическая группа получается из монофилетической путём изъятия из состава последней одной или нескольких терминальных групп. В такую группу входит её общий предок, но не все его потомки ей принадлежат. Понятие применимо к таким классификационным системам, в которых основным критерием группировки классифицируемых объектов в таксоны оказывается степень их родства, т. е. близости к общему предку.
4. Парамута́ция (англ. paramutation) — взаимодействие двух аллелей одного локуса, при котором один аллель вызывает наследуемые изменения в другом аллеле. Эти изменения могут заключаться в изменении паттерна метилирования ДНК или модификации гистонов. Аллель, индуцирующий эти изменения, называется парамутагенным, а тот аллель, который эпигенетически изменяется, называется парамутабельным. Парамутабельный аллель может иметь изменённые уровни экспрессии, которые могут сохраняться у потомства, унаследовавшего этот аллель, даже в отсутствие парамутагенного аллеля. Парамутации могут иметь место, например, у генетически идентичных растений, демонстрирующих совершенно разные фенотипы.
5. Партеногене́з (от др.-греч. παρθένος — дева, девица, девушка и γένεσις — возникновение, зарождение, у растений — апоми́ксис) — так называемое «однополое размножение» или «девственное размножение» — одна из форм полового размножения организмов, при которой женские половые клетки (яйцеклетки) развиваются во взрослом организме без оплодотворения.
6. Перенос генов вертикальный — переносе генов, при котором организм получает генетический материал от предка.
7. Пиримидиновый димер — дефект ДНК, возникающий в результате образования ковалентной связи между двумя соседними пиримидиновыми основаниями (тимином или цитозином) под действием ультрафиолетовых лучей. В результате реакции возникает либо циклобутановый димер, либо пиримидин-(6,4)-пиримидиновые фотопродукты. Репарацию циклобутановых димеров осуществляет ДНК-фотолиаза. Репарация может осуществляться посредством фотореактивации.
8. Перенос генов горизонтальный (ГПГ) — процесс, в котором организм передаёт генетический материал организму-непотомку.
9. Плазмида — кольцевая или линейная молекула ДНК, реплицирующаяся автономно от клеточной хромосомы.
10. Плазмиды Col — плазмиды, которые содержат гены, кодирующие бактериоцины, белки, способные убивать другие бактерии.
11. Плазмиды F — плазмиды фертильности, содержащие гены tra. Они способны к конъюгации и приводят к выражению половых ворсинок.
12. Плазмиды F — плазмиды фертильности, содержащие гены tra . Они способны к конъюгации и приводят к выражению половых ворсинок.
13. Плазмиды вирулентности — превращающие бактерию в патогенный штамм, например, Ti-плазмида в Agrobacterium tumefaciens.
14. Плазмиды разлагающие — позволяют расщеплять необычные вещества, например толуол и салициловую кислоту.
15. Плейотропи́я — явление множественного действия гена. Выражается в способности одного гена влиять на несколько фенотипических признаков.
16. Повторя́ющиеся после́довательности ДНК (англ. Repetitive DNA) — участки ДНК, включённые в геном, последовательность которых состоит из повторяющихся фрагментов. Выделяют несколько типов таких повторяющихся последовательностей:
  1. Тандемные повторы — последовательности повторяющихся фрагментов ДНК.
    - Сателлитная ДНК — Сателлитную ДНК не следует путать с сателлитными (спутничными) районами акроцентрических хромосом. Использование одного и того же термина является неудачным совпадением, сложившимся исторически
    - Минисателлиты — повторяющиеся фрагменты ДНК длиной от 9-10 и более (обычно до 100) нуклеотидов. Механизмами происхождения являются «проскальзывания» при репликации ДНК, точечные мутации и рекомбинация. Они встречаются более чем в 1000 местах генома человека. Используются как молекулярные маркеры в определении родства, в популяционно-генетических исследованиях при определении принадлежности к конкретной популяции, для исследования гибридизации, в ДНК-дактилоскопии. Один из видов минисателлитов — гипервариабельные минисателлиты (англ. variable number of tandem repeats), расположены в некодирующих регионах ДНК и также широко используются в популяционных исследованиях, так как не подвержены влиянию естественного отбора. Теломеры человека и других млекопитающих содержат тандемные повторы GGGTTA.
    - Микросателлиты, микросателлитный локус, короткие тандемные повторы (short tandem repeats — STR), простые повторы, простые повторяющиеся последовательности (simple sequence repeats — SSR) — повторяющиеся фрагменты ДНК длиной от 1 до 6 пар оснований. Микросателлиты характеризуются высокой скоростью изменения последовательностей, обусловленной «проскальзыванием» при репликации ДНК и точечными мутациями. Как и минисателлиты, используются как молекулярные маркеры в популяционно-генетических исследованиях.

  2. Диспергированные повторы — повторяющиеся последовательности нуклеотидов в геноме. Отличаются от тандемных повторов тем, что расположены не последовательно друг за другом, а на расстоянии. Встречаются в эукариотических и прокариотических геномах. Последовательности и количество повторов зависят от конкретного вида и организма.
    - Транспозоны — участки ДНК организмов, способные к передвижению (транспозиции) и размножению в пределах генома. Транспозоны также известны под названием «прыгающие гены» и являются примерами мобильных генетических элементов.
      - ДНК-транспозоны — Например, MER1 и MER2
      - Ретротранспозоны (мобильные генетические элементы первого типа, или транспозоны, перемещающиеся через РНК-интермедиаты) — это генетические элементы, которые могут самовоспроизводиться в геноме и являются вездесущими компонентами ДНК многих эукариотических организмов. Ретротранспозоны делятся надвегруппы: с длинными концевыми повторами (англ. LTR, long terminal repeats), и ретротранспозонов без длинных концевых повторов.
        - SINEs — (англ. Short interspersed nuclear element, Короткие Диспергированные Повторы) — короткие последовательности ДНК (менее 500 пар оснований) в геноме эукариот, появившиеся в результате обратной транскрипции коротких молекул РНК, транскрибируемых РНК-полимеразой III: 5S рРНК, тРНК и различные мяРНК. SINEs не кодируют белки, и их транспозиция в геноме зависит от других мобильных элементов.
          - Alu-повтор — семейство родственных последовательностей ДНК длиной около 300 п. о., содержащих сайт узнавания рестриктазы Alu.
          - MIR

        - LINEs (англ. Long interspersed nuclear element, Длинные Диспергированные Повторы) — длинные (несколько тысяч пар оснований) последовательности ДНК в геноме эукариот, представляющие собой ретротранспозоны, не содержащие длинных концевых повторов.
        - LTR, длинные концевые повторы (англ. Long terminal repeats, LTRs, ДКП) — последовательности ДНК, повторенные сотни или тысячи раз. Длинные концевые повторы фланкируют гены и обнаружены в геномной ДНК ретровирусов и в ретротранспозонах. Вирусы используют LTR для встраивания собственного генома в геном хозяина.

  3. Прямые повторы
    - Общие прямые повторы
    - Местные прямые простые повторы
    - Местные прямые повторы со спейсерами

  4. Инвертированные повторы
    - Общие инвертированные повторы
    - Местные инвертированные повторы
    - Инвертированные повторы со спейсерами
    - Палиндромные повторы

  5. Зеркальные и «вывернутые наизнанку» повторы
17. Полилинкер (polylinker), Множественный сайт клонирования (multiple cloning site, MCS) — короткая искусственная нуклеотидная последовательность, содержащая несколько уникальных перекрывающихся сайтов узнавания для рестрикционных эндонуклеаз; вводится в состав клонирующего вектора для встраивания в него чужеродных фрагментов ДНК.
18. Полимеразы — ферменты, ведущие матричный синтез нуклеиновых кислот.
19. Полимери́я — взаимодействие неаллельных множественных генов, однонаправленно влияющих на развитие одного и того же признака; степень проявления признака зависит от количества генов. Полимерные гены обозначаются одинаковыми буквами, а аллели одного локуса имеют одинаковый нижний индекс.
20. Полипептид — белок, полимер, состоящий из аминокислотных остатков, связанных пептидными связями.
21. Полисоматия[7] — одновременное наличие диплоидных и полиплоидных клеток у одной особи.
22. Праймаза — это фермент РНК-полимеразы, который принимает участие в репликации ДНК.
23. Праймер — короткая олиго- или полинуклеотидная последовательность со свободной З’ОН-группой, комплементарно связанная с однонитевой ДНК или РНК; с его 3’-конца ДНК-полимераза начинает наращивать полидезоксирибонуклеотидную цепь.
24. Правило Шибальского — низкобелковые частицы, такие как вирусы, содержат больше пуринов, чем пиримидинов, в своей последовательности нуклеиновых кислот. Это объясняется предотвращением образования двухцепочечной РНК из одной или двух отдельных цепей РНК, которые имеют комплементарные области. Образование двухцепочечной РНК неэффективно для вирусов, поскольку может задерживать или останавливать репликацию РНК или образование белка.
25. Признак — особенность строения на любом уровне организации.
26. Прион — особый класс инфекционных патогенов, не содержащих нуклеиновых кислот. Прионы представляют собой белки с аномальной третичной структурой.
27. Прионный белок — белок, открытый Стенли Прузинером, (не)способный образовывать прионные конформы.
28. Прионоид — прион, инфекционная способность которого не была доказана.
29. Пробанд — пациент, болезнь которого привлекла внимание его семьёй стало основанием для сбора семейного анамнеза.
30. Прокариоты — организмы, у которых нет клеточного ядра.
31. Промотор — регуляторный участок гена (оперона), к которому присоединяется РНК-полимераза с тем, чтобы начать транскрипцию.
  - Промотор индуцибельный — транскрипция зависит от условий в клетке, например от присутствия определенных веществ или наличия теплового шока.
  - Промотор конститутивный — имеют постоянный уровень транскрипции.
  - Промотор тканеспецифичный
32. Пропагон [11] — минимальная самовоспроизводящаяся единица прионных агрегатов.
33. Протеаза (пептидаза, протеиназа) — фермент, который катализирует протеолиз.
34. Протеасо́ма (от англ. protease — протеиназа и лат. soma — тело) — многобелковый комплекс, разрушающий ненужные или дефектные белки при помощи протеолиза (химической реакции, при которой происходит разрыв пептидных связей) до коротких пептидов (4—25 аминокислотных остатков).
35. Протеолиз — ферметатвый процесс расщепления белков на более мелкие полипептиды или отдельные аминокислоты.
36. Протеом — совокупность белков организма, производимых клеткой, тканью или организмом в определённый период времени. Или, более строго, это совокупность экспрессированных белков в данном типе клеток или в организме, в данный период времени при данных условиях. Термин является производным слова «протеин» (белок), аналогичным по происхождению слову «геном» (совокупность всех генов организма).
37. Протеоформы (англ. proteoforms) — белковые группы или белковые виды, возникающие за счет модификаций белка: аминокислотных замен (полиморфизм единичных аминокислот) (SAP), альтернативного сплайсинга (AS) и посттрансляционных модификаций (PTM), например фосфорилирования. Термин «белковый вид» или «протеоформа» относится к самой малой единице протеома, то есть полипептиду, имеющему уникальную последовательность и несущему уникальный набор посттрансляционных модификаций.
38. Протоонкогены — нормальные хромосомные гены, мутации которых могут привести к злокачественному перерождению клетки.
39. Профаг — внутриклеточное состояние фага в условиях, когда его литические функции подавлены.
40. Процессинг — частный случай модификации (см. модификация), когда в биополимере уменьшается число звеньев.
41. Псевдоаутосомная область (англ. pseudoautosomal region — PAR) — гомологичные участки половых хромосом различного типа.
42. Прибнов-бокс — специфическая нуклеотидная последовательность, обязательная для промоторного участка бактерий, с которой связывается РНК-полимераза.
43. Пул генов — все Гены, присутствующие в определённой популяции.

## Р
1. Рибонуклеиновая кислота — одна из трёх основных макромолекул, которые содержатся в клетках всех живых организмов и играют важную роль в кодировании, прочтении, регуляции и выражении генов. Так же, как ДНК, РНК состоит из длинной цепи, в которой каждое звено называется нуклеотидом.
  - Некодирующие РНК — молекулы РНК, которые не транслируются в белки. Ранее использовавшийся синоним — «малые РНК» (smRNA, small RNA) — вышел из употребления, так как некоторые некодирующие РНК могут быть очень большими, например, Xist.
    - Инфраструктурные РНК
      - рРНК (rRNA), рибосомальные РНК — несколько молекул РНК, составляющих основу рибосомы. Основным назначением рРНК является осуществление трансляции — считывания информации с мРНК при помощи адапторных молекул тРНК и катализ образования пептидных связей между присоединёнными к тРНК аминокислотами.
      - тРНК (tRNA), транспортные РНК — рибонуклеиновая кислота, обеспечивающая взаимодействие аминокислоты, рибосомы и матричной РНК в ходе трансляции.
      - тмРНК (tmRNA), транспортно-матричные РНК — также известна как 10Sa-РНК и SsrA-РНК, — небольшая РНК длиной от 260 до 430 нуклеотидов, которая участвует в высвобождении рибосом, «застрявших» во время трансляции проблемных участков мРНК, а также разрушении получившихся в ходе неполной трансляции дефектных пептидов. Обнаружены во многих бактериях и пластидах. При остановке рибосомы на дефектных мРНК без стоп-кодонов тмРНК присоединяет небольшой пептид, направляющий белок на деградацию.
      - рибозимы — также называемые ферментативными РНК или каталитическими РНК — это молекулы РНК, обладающие каталитическим действием. Многие рибозимы естественного происхождения катализируют расщепление самих себя или других молекул РНК, кроме того образование пептидной связи в белках происходит при помощи рРНК рибосомы.

    - Регуляторные РНК
      - антисмысловые РНК — одноцепочечные РНК, которые комплементарны мРНК, транскрибируемой в клетке, или гену-мишени. Механизмы действия антисмысловых РНК весьма разнообразны, они могут как подавлять, так и активировать экспрессию гена-мишени. Природные антисмысловые РНК есть и у прокариот, и у эукариот; они относятся к длинным некодирующим РНК как РНК длиной более 200 нуклеотидов. Синтетические антисмысловые РНК нашли широкое применение у исследователей в качестве инструмента для нокдауна генов. Антисмысловые РНК также находят медицинское применение.
      - длинные некодирующие РНК (lncRNA)
      - малые РНК
        - малые ядерные (snRNA)
        - малые ядрышковые (snoRNA)
        - микроРНК (miRNA)
        - малые интерферирующие (siRNA)
        - связанные с белками Piwi (piwiRNA, piwi-interacting RNA, piRNA) — наиболее крупный класс малых некодирующих РНК, экспрессируемых в клетках животных; они обнаружены в комплексах с белками семейства Piwi, за что и получили своё название. piРНК обычно длиннее микроРНК и малых интерферирующих РНК и имеют длину 26—32 нуклеотида, кроме того, в отличие от микроРНК, они не так консервативны. Белки Piwi относятся к большой группе белков Argonaute и экспрессируются почти исключительно в клетках зародышевой линии; они необходимы для поддержания стволовых клеток зародышевой линии, сперматогенеза и репрессии мобильных элементов. Комплексы Piwi с piРНК не только задействованы в сайленсинге ретротранспозонов и других генетических элементов на пост-трансляционном уровне, но имеют и некоторые другие, в значительной мере ещё неописанные эффекты, например, эпигенетические.
        - и др.

  - Кодирующие РНК
    - мРНК (mRNA), матричные РНК — содержащая информацию о первичной структуре (аминокислотной последовательности) белков.
2. Регулон — система генов, разбросанных по всему геному, но подчиняющихся общему регуляторному белку.
3. Регуляция экспрессии генов — контроль над клеточной структурой и функцией, а также основа дифференцировки клеток, морфогенеза и адаптации.
4. Рекомбинантная молекула ДНК (в генетической инженерии) — получается в результате ковалентного объединения вектора и чужеродного фрагмента ДНК.
5. Рекомбинантная плазмида — плазмида, содержащая фрагмент(ы) чужеродной ДНК.
6. Рекомбинантный белок — белок, полученный в результате экспрессии с рекомбинантной молекулы ДНК, часто получаемый в кишечной палочке.
7. Рекомбинация in vitro — операции in vitro, приводящие к созданию рекомбинантных молекул ДНК.
8. Рекомбинация гомологическая — обмен генетическим материалом между двумя гомологичными молекулами ДНК.
9. Рекомбинация сайт-специфическая — объединение путём разрыва и слияния двух молекул ДНК или участков одной молекулы, происходящее по определённым сайтам.
10. Рекон — элементарная единица генетич. рекомбинации, то есть миним. участка генетич. материала, в пределах к-рого возможна рекомбинация.
11. Ренатурация — восстановление исходной пространственной структуры молекул.
12. Репарация ДНК — исправление повреждений молекулы ДНК, восстанавливающее её первоначальную структуру.
13. Репликатор (от лат. replicatio — «возобновление») — теоретическая система, которая способна к репликации, то есть к размножению, раздвоению с определенными наследственными изменениями.
14. Репликация — процесс удвоения молекул нуклеиновых кислот.
15. Репликон — молекула ДНК или её участок, находящиеся под контролем репликатора; это молекула ДНК или РНК, либо участок ДНК или РНК, который реплицируется из одного источника репликации.
16. Репортерный ген — ген, используемые для анализа другого гена.
17. Репрессия — подавление активности генов, чаще всего путём блокирования их транскрипции.
18. Репрессор — белок или антисмысловая РНК, подавляющие активность генов.
19. Рестриктазы — группа бактериальных сайт-специфических эндонуклеаз, которые узнают определённые участки ДНК длиной от четырёх и более пар нуклеотидов и расщепляют нуклеотидную цепь внутри участка узнавания или вне его, образуя «липкие» или «тупые» концы.
20. Рестрикты — фрагменты ДНК, образовавшиеся после её гидролиза рестриктазой.
21. Рестрикционная карта — схема молекулы ДНК, на которой указаны места разрезания её различными рестриктазами.
22. Рестрикционный анализ — установление мест расщепления ДНК рестриктазами.
23. Ретровирусы — РНК-содержащие вирусы животных, кодирующие обратную транскриптазу и образующие провирус с хромосомной локализацией.
24. Ретротранспозоны (мобильные генетические элементы первого типа, или транспозоны, перемещающиеся через РНК-интермедиаты) — это генетические элементы, которые могут самовоспроизводиться в геноме и являются вездесущими компонентами ДНК многих эукариотических организмов.
25. Рецессивность — неучастие аллеля в формировании признака у гетерозиготной клетки.
26. Рибонуклеазы (РНКазы) — ферменты расщепляющие РНК.
27. Рибопереключа́тель (англ. riboswitch) — некодирующий регуляторный РНК-элемент, располагающийся на мРНК и способный связываться со специфическими малыми молекулами и ионами (то есть лигандами).
28. РНК-полимераза — фермент, осуществляющий синтез молекул РНК. В узком смысле, РНК-полимеразой обычно называют ДНК-зависимые РНК-полимеразы, осуществляющие синтез молекул РНК на матрице ДНК, то есть осуществляющие транскрипцию.

## С
1. Сателли́тная ДНК (англ. Satellite DNA) — характерный компонент эукариотического генома, состоящий из тандемно организованных повторов нуклеотидных последовательностей. Сателлитная ДНК не кодирует белки и локализована в конститутивном гетерохроматине хромосом. Сателлитная ДНК характерна для теломерных и центромерных областей хромосом.
2. Сайленсинг, подавление экспрессии генов (сайленсинг генов от англ. gene silencing, или в частности, выключение гена) — это общий термин, описывающий эпигенетический процесс регуляции генов. При этом последовательность нуклеотидов не изменяется, а лишь прекращается экспрессия соответствующего гена. Для выключения генов в лабораторных условиях применяют метод нокдауна генов.
3. Сайт — участок молекулы ДНК, белка и т. п.
4. Сантиморганида (сМ) — единица измерения частоты (доли) рекомбинации. Позволяет установить «расстояние» между генами и составлять генетические карты. Число пар оснований, которому соответствует сантиморган, широко варьируется по всему геному.
5. Саузерн-блоттинг — метод идентификации участков ДНК, содержащих комплементарные ДНК-зонду последовательности, среди электрофоретически разделённых фрагментов ДНК, фиксированных на твёрдом матриксе (нитроцеллюлозных или нейлоновых фильтрах).
6. Секвенирование — установление последовательности звеньев в молекулах нуклеиновых кислот или белков (полипептидов).
7. Селективные среды — питательные среды, на которых могут расти лишь клетки с определёнными свойствами.
8. Селективный маркер — ген, введённый в клетку, который приносит признак, используемый для искусственного отбора.
9. Селе́кция (лат. seligere — «выбирать») — наука о методах создания новых и улучшения существующих пород животных, сортов растений и штаммов микроорганизмов. Селекция разрабатывает способы воздействия на растения и животных с целью изменения их наследственных качеств в нужном для человека направлении. Селекцией называют также отрасль сельского хозяйства, занимающуюся выведением новых сортов и гибридов сельскохозяйственных культур и пород животных.
10. Септум — структура образующаяся в центре бактериальной клетки в конце цикла деления и разделяющая её на две дочерние клетки.
11. Сиблинг — в генетике таким термином обозначают потомков одних родителей, то есть братьев и сестер, но не близнецов.
12. Скрининг — поиск в рассевах клеток или фагов тех колоний, которые содержат рекомбинантные молекулы ДНК.
13. Слитый белок (полипептид) — белок, образованный слиянием двух различных полипептидов.
14. Соматические гибриды — продукт слияния неполовых клеток.
15. Соматические клетки — клетки тканей многоклеточных организмов, не относящиеся к половым.
16. Спейсер — в ДНК или РНК — некодирующая последовательность нуклеотидов между генами; в белках — аминокислотная последовательность, связывающая соседние глобулярные домены.
17. Сплайсинг — процесс формирования зрелой мРНК или функционального белка путём удаления внутренних частей молекул — интронов РНК или интеинов у белков.
18. Спла́йсинг альтернати́вный — вариант сплайсинга матричных РНК (мРНК), при котором в ходе экспрессии гена на основе одного и того же первичного транскрипта (пре-мРНК) происходит образование нескольких зрелых мРНК.
19. Сплайсинг белков, или белковый сплайсинг, — внутримолекулярный автокаталитический процесс, происходящий в некоторых белках, при котором внутренняя часть белка (под названием интеин) выщепляется из белка-предшественника с последующим лигированием оставшихся частей.
20. Структура Холлидея — структура из четырёх цепей нуклеиновых кислот, соединённых друг с другом водородными связями с образованием четырёх двуцепочечных ветвей.
21. Суперпродуцент — микробный штамм, нацеленный на синтез определённого продукта в высокой концентрации.
22. Суперспирализация ДНК — явление пере- или недоскручивания топологически замкнутых цепей ДНК, в результате которого ось двойной спирали ДНК сама закручивается в спираль более высокого порядка. Под «топологически замкнутыми» понимают молекулы, свободное вращение концов которых затруднено.

## Т
1. Тандемные повторы — последовательности повторяющихся фрагментов ДНК. В зависимости от размера подразделяются на три класса: сателлитная ДНК, минисателлиты и микросателлиты.
2. Таргетроны — интрон с изменённой спецификой узнавания сайта обратного сплайсинга в геноме, это генетические элементы, закодированные в составе плазмид, при их экспрессии в клетках, могут обеспечивать интеграцию целевых последовательностей генома или внесения делеций в ген-мишень.
3. Твинтроны — интрон в интроне, в составе одного твинтрона могут находиться интроны разных групп.
4. Теломерные повторы — весьма консервативные последовательности, например повторы всех позвоночных состоят из шести нуклеотидов TTAGGG, повторы всех насекомых — TTAGG, повторы большинства растений — TTTAGGG.
5. Теломеры — концевые участки хромосом.
6. Термина́тор (англ. Terminator) — нуклеотидная последовательность ДНК, на которой завершается транскрипция гена или оперона.
7. Тета-структура — промежуточная структура, образующаяся при репликации кольцевой молекулы ДНК.
8. Токси́н-антитокси́н систе́ма, модуль зависимости (англ. toxin-antitoxin system, Addiction modules) — набор двух и более тесно связанных генов, которые в совокупности кодируют и белок-«яд», и соответствующее ему «противоядие».
9. Тотипотентность— способность клетки путём деления дать начало любому клеточному типу организма.
10. Трансгенерационное эпигенетическое наследование — это передача эпигенетических маркеров от одного организма к другому (то есть от родителя к ребенку), которая влияет на признаки потомства без изменения первичной структуры ДНК. Не путать с эпигенетическим наследованием.
11. Трансдукция — перенос фрагментов ДНК с помощью бактериофага.
12. Трансген — фрагмент ДНК, переносимый при помощи генно-инженерных манипуляций либо природой в геном определённого организма с целью модификации его свойств.
13. Транскрипция — синтез РНК на ДНК-матрице; осуществляется РНК-полимеразой.
14. Транскрипт — продукт транскрипции, то есть РНК, синтезированная на данном участке ДНК как на матрице и комплементарная одной из его нитей.
15. Транскриптаза обратная — фермент, синтезирующий по РНК как по матрице комплементарную ей однонитевую ДНК.
16. Транскрипто́м (англ. transcriptome) — совокупность всех транскриптов, синтезируемых одной клеткой или группой клеток, включая мРНК и некодирующие РНК. Понятие «транскриптом» может обозначать полный набор транскриптов в данном организме или специфический набор транскриптов (молекул РНК), представленный в клетках определённого типа.
17. Транслезионный синтез — Структурные особенности, которые позволяют репликативным ДНК-полимеразам быстро и точно синтезировать ДНК, также ограничивают их способность копировать поврежденную ДНК. Прямая репликация повреждений ДНК называется транслезионным синтезом (TLS). Этот механизм сохраняется от бактерий до млекопитающих и выполняется множеством специализированных ДНК-полимераз[12].
18. Трансляция — синтез полипептидной цепи белков, осуществляемый в рибосомах.
19. Транспозон (англ. transposable element — transposon) — генетический элемент, реплицируемый в составе репликона и способный к самостоятельным перемещениям (транспозиции) и интеграции в разные участки хромосомной или внехромосомной ДНК. Транспозоны также известны под названием «прыгающие гены» и являются примерами мобильных генетических элементов.
20. Транс-регуляторные элементы (англ. trans-regulatory elements) — гены, которые изменяют экспрессию генов, находящихся на большом расстоянии. Как правило, транс-регуляторные элементы кодируют факторы транскрипции.
21. Трансфекция — трансформация клеток с помощью изолированной ДНК.
22. Трансформация — изменение наследственных свойств клетки, вызванное поглощённой ДНК.
23. Трансформация (в молекулярной генетике) — перенос генетической информации посредством изолированной ДНК.
24. Трансформация (онкотрансформация) — частичная или полная дедифференцировка клеток, вызванная нарушением регуляции роста клеток.
25. ТАТА-бокс (бокс Хогнесса) — консервативная некодирующая последовательность ДНК длиной около 25 пн, которая присутствует на 5'-конце большинство генов эукариот. В основном состоит из элементов TATAAAA. Её также называют боксом Хогнесса.

## У
1. Убиквитин — небольшой (8,5 кДа) консервативный белок эукариот, участвующий в регуляции процессов внутриклеточной деградации других белков, а также в модификации их функций.
2. Унипотентность— свойство клеток дать начало одному клеточному типу.
3. Умеренный фаг — бактериофаг, способный лизогенизовать клетку и в виде профага находиться внутри бактериальной хромосомы или в плазмидном состоянии.
4. Условно-патогенная флора — это микроорганизмы, которые присутствуют у человека в умеренных количествах. Однако при определённых условиях их количество увеличивается и превышает допустимую норму, что приводит к соответствующим заболеваниям.

## Ф
1. Фаготерапия, вирусофаговая терапия или фаготерапия — терапевтическое использование бактериофагов для лечения патогенных бактериальных инфекций.
2. Фазмида или фагемида — клонирующий вектор на основе ДНК, обладающий свойствами как бактериофага, так и плазмиды.
3. Фактор F (фактор фертильности, половой фактор) — конъюгативная F-плазмида, найденная в клетках Е. coli (см. конъюгация).
4. Фенотип — внешнее проявление свойств организма, зависящих от его генотипа и факторов окружающей среды.
5. Ферментный промискуитет (неразборчивость) — это способность фермента катализировать случайную побочную реакцию в дополнение к своей основной реакции.
6. Филадельфийская хромосома — название аномальной хромосомы 22 в костном мозге пациентов с хроническим миелоидным лейкозом. Эта аномалия приводит к укорочению длинного плеча хромосомы 22.
7. Фотореактива́ция (от греч. φωτος — свет, re- — приставка, обозначающая повторность действия, и лат. activus — деятельный) — один из механизмов восстановления видимым светом (320—500 нм) повреждений ДНК, вызванных УФ-излучением. Фотореактивация является фотохимическим процессом.

## Х
1. Хилла коэффициент— безразмерная величина, характеризующая кооперативность связывания лиганда ферментом или рецептором.
2. Химеры — лабораторные гибриды (рекомбинанты). Это организмы, состоящие из идиотипически разных клеток или клеточных систем; они бывают периклинальные (гапло-, ди-, трихламидные и т. д.), мериклинальные и секториальные[7]. Организм, состоящий из генетически разнородных клеток. У животных химерами называют организмы, клетки которых происходят от двух и более зигот. Химеризм у животных нужно отличать от мозаицизма — присутствия в одном организме генетически разнородных клеток, происходящих от одной зиготы. Часто химерически построенными являются не целые организмы, а лишь их отдельные органы или части.
  - мозаичные (гиперхимеры) — генетически разные ткани образуют тонкую мозаику
  - секториальные — разнородные ткани расположены крупными участками
  - периклинальные — ткани лежат слоями друг над другом
    - диплохламидные
    - гаплохламидные

  - мериклинальные — ткани состоят из смеси секториальных и периклинальных участков
3. Химеры прививочные растений[7] — состоящие из клеток привоя и подвоя.
4. Хоуминг— это латеральный перенос промежуточной генетической последовательности, либо интрона, либо интеина, на родственный аллель, в котором отсутствует элемент, что приводит к дублированию промежуточной последовательности[13].
5. Хроматин — нитчатые комплексные молекулы дезоксирибонуклеопротеида (ДНП), которые состоят из ДНК, связанной с гистонами.
6. Хроматиновый мост — это митотическое явление, которое образуется, когда теломеры сестринских хроматид сливаются вместе и не могут полностью разделиться на соответствующие дочерние клетки. Поскольку это событие наиболее распространено во время анафазы, термин анафазный мост часто используется в качестве замены. После образования отдельных дочерних клеток ДНК-мост, соединяющий гомологичные хромосомы, остается фиксированным. Когда дочерние клетки выходят из митоза и снова входят в интерфазу, хроматиновый мостик становится известен как интерфазный мостик. Эти явления обычно визуализируются с помощью лабораторных методов окрашивания и флуоресцентной микроскопии
7. Хромати́н откры́тый (англ. open chromatin) — небольшие участки хроматина, свободные от нуклеосом.
8. Хромосома кольцевая — хромосома у бактерий, архей, митохондрий и хлоропластов в виде молекулы кольцевой ДНК, в отличие от линейной хромосомы большинства эукариот.
9. Хромосомная аберрация (или хромосомная аномалия) — обобщенное название любого из типов хромосомных мутаций: делеций, транслокаций, инверсий, дупликаций. Иногда также обозначают и геномные мутации (анеуплодии, трисомии и т. д.).
10. Хромосомная инженерия — это «контролируемое создание хромосомных делеций, инверсий или транслокаций с определенными конечными точками». Было показано, что путем сочетания хромосомной транслокации, хромосомной инверсии и хромосомной делеции хромосомная инженерия идентифицирует основные гены, вызывающие определенные заболевания у мышей. Вполне вероятно, что в ближайшие годы хромосомная инженерия сможет проводить такую же идентификацию заболеваний у людей, как и у всех других организмов.
11. Хромосомная нестабильность (CIN) представляет собой тип нестабильности генома, при котором хромосомы нестабильны, так что либо целые хромосомы, либо части хромосом дублируются или удаляются. Более конкретно, CIN относится к увеличению скорости добавления или потери целых хромосом или их участков. Неравное распределение ДНК в дочерних клетках при митозе приводит к неспособности поддерживать эуплоидию (правильное число хромосом), что приводит к анеуплоидии.(неправильное число хромосом). Другими словами, дочерние клетки не имеют того же числа хромосом, что и клетка, из которой они произошли. Хромосомная нестабильность является наиболее распространенной формой генетической нестабильности и причиной анеуплоидии.
12. Хромосомное заболевание — наследственное заболевание, вызванное хромосомными аномалиями.
13. Хромосо́мные террито́рии — отдельные и почти не перекрывающиеся области, которые занимают хромосомы в ядре во время интерфазы клеточного цикла.
14. Хромосомы промежуточные — хромосомы размером от 20 до 40 Мб.

## Ц
1. Центромера — локус на хромосоме, физически необходимый для распределения гомологичных хромосом по дочерним клеткам.
2. Цис-регуляторные элементы (или цис-элементы) — участки ДНК или РНК, регулирующие экспрессию генов, находящихся на той же молекуле (обычно хромосоме).
3. Цистрон — синоним термина ген.

## Ч
1. Чистая линия — группа организмов, имеющих некоторые признаки, которые полностью передаются потомству в силу генетической однородности всех особей. В случае гена, имеющего несколько аллелей, все организмы, относящиеся к одной чистой линии, являются гомозиготными по одному и тому же аллелю данного гена.

## Ш
1. Шайна-Далгарно последовательность — участок прокариотической мРНК, необходимый для посадки на неё рибосом и её правильной трансляции. Содержит последовательность нуклеотидов, комплементарную 3’-концу рибосомной 16S-РНК.
2. Шаффлинг ДНК — рекомбинация фрагментов генов двух и более гомологичных белков. Трёхступенчатый процесс, включающий разрушение родительских молекул ДНК и два раунда амплификации (без праймеров и со специально подобранными), с целью получения восстановленных по длине, но изменённых по составу (с перетасованными последовательностями) химерных молекул ДНК, с существенно улучшенными или новыми свойствами кодируемых ими белков.
3. Штамм — линия клеток, бактерий, вирусов или белков (как в случае с прионами), ведущая начало от одной материнской единицы.

## Э
1. Эгоистичные генетические элементы (исторически также называемые эгоистичными генами , ультраэгоистичными генами , эгоистичной ДНК /Эгоистичная митохондриальная ДНК , паразитической ДНК и геномными преступниками) — это генетические сегменты, которые могут усиливать собственную передачу за счет других генов в геноме, даже если это не имеет положительное или отрицательное влияние на приспособленность организма. Геномы традиционно рассматривались как сплоченные единицы, где гены действуют вместе, чтобы улучшить приспособленность организма. Однако, когда гены имеют некоторый контроль над своей собственной передачей, правила могут измениться, и, как и все социальные группы, геномыуязвимы к эгоистичному поведению со стороны своих частей.
2. Экзом — часть генома, представляющая экзоны, то есть последовательности, которые транскрибируются на матричную РНК после того, как интроны удаляются в процессе сплайсинга РНК. Таким образом, экзом отличается от транскриптома, включающего в себя всю совокупность транскриптов.
3. Экзон — сохраняющаяся при сплайсинге часть интронированного гена.
4. Экзонуклеаза — фермент, гидролизующий фосфодиэфирные связи с концов ДНК.
5. Экспансия нуклеотидных повторов — патологическое увеличение количества нуклеотидных последовательностей в нестабильных участках генома, приводящих к нарушению функции кодируемого белка и других протеинов.
6. Эксплантат — выделенный из организма материал какой-либо ткани.
7. Экспрессия гена — процесс реализации информации, закодированной в гене. Состоит из двух основных стадий — транскрипции и трансляции.
8. Электрофорез — разделение электрически заряженных полимеров в электрическом поле. Обычно ведётся в гелях (гель-электрофорез), чтобы зоны разделяемых молекул не размывались тепловым движением.
9. Элементы отклика (англ. Response elements)— короткие последовательности ДНК в пределах промоторной области гена, способные связывать конкретные факторы транскрипции и регулирующие, таким образом, генную транскрипцию.
10. Эндонуклеаза — фермент, гидролизующий фосфодиэфирные связи внутри нити ДНК.
11. Энхансер — регуляторный участок ДНК, усиливающий транскрипцию с ближайшего к нему промотора.
12. Эпигенетика — область знаний о совокупности свойств организма, которые не прямо, а опосредованно закодированы в геноме и по определению должны передаваться по наследству.
13. Эпигенетически наследемые признаки — наследуемые изменения в фенотипе или экспрессии генов, вызываемые механизмами, отличными от изменения последовательности ДНК. Менее точный чем «Трансгенерационное эпигенетическое наследование» термин «эпигенетическое наследование» может охватывать передачу информации как клетка-клетка, так и организм-организм. Хотя эти два уровня эпигенетического наследования эквивалентны у одноклеточных организмов, они могут иметь различные механизмы и эволюционные различия у многоклеточных организмов[14].
14. Эпигенетический дрейф — постепенное изменение профиля метилирования ДНК с возрастом организма.
15. Эпистаз — тип взаимодействия неаллельных генов, при котором один ген подавляет проявление другого (или других) генов.
16. Эрозия генетического материала — разговорное выражение, обозначающее появление ошибок в первичной структуре ДНК.
17. Эукариоты — организмы, клетки которых содержат оформленные ядра.
18. Эухроматин — участки хроматина, сохраняющие деспирализованное состояние элементарных дезоксирибонуклеопротеидных нитей (ДНП) в покоящемся ядре, то есть в интерфазе.
19. Эффективный размер популяции — среднее количество особей в популяции, генный вклад которых обеспечивает её успешное размножение и выживание.

## Другие словари и справочники
- Словарь терминов экологии и эволюционного учения
- Хронология биотехнологий

## Близкие категории

### Б
- Категория:Биокатализ

### М
- Категория:Медицинская генетика
- Категория: Молекулярно-генетические процессы

### Ш
- Категория:Шаблоны:Генетика

## Близкие шаблоны

### Т
- Шаблон:Транскрипция (биология)

### Х
- Шаблон: Хромосомная генетика

### Ф
- Шаблон:Ферменты